# Templo egipcio

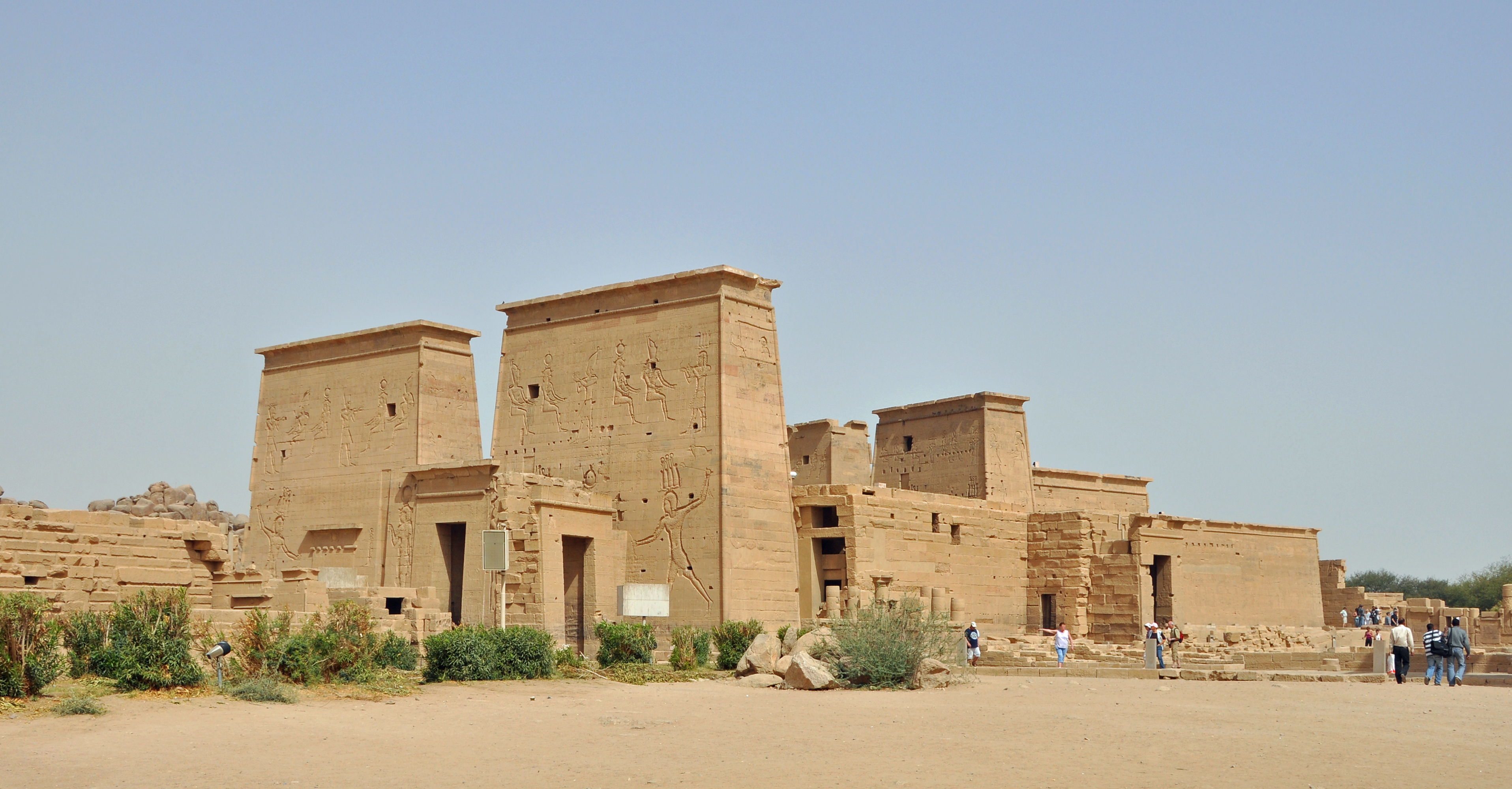
Templo de Isis en Filé, con pilonos y un patio cerrado a la izquierda y el edificio interior a la derecha.

Los templos egipcios fueron construidos para el culto oficial de los dioses y la conmemoración de los faraones del Antiguo Egipto en las regiones bajo su dominio. Los templos eran vistos como el hogar de los dioses o faraones deificados a quienes eran dedicados, y en ellos los faraones y el clero egipcio llevaban a cabo diversos rituales, las funciones centrales de la religión egipcia: realizar ofrendas a sus dioses, recrear pasajes mitológicos mediante festivales y protegerse de las fuerzas del caos. Estos rituales eran vistos como necesarios para que los dioses mantuvieran la maat, el orden divino del universo.
El cuidado del hogar de los dioses era obligación de los faraones, que dedicaron grandes cantidades de recursos para la construcción y el mantenimiento de los templos. Por necesidad, los faraones delegaban la mayoría de los rituales en una amplia casta sacerdotal, aunque la mayor parte del pueblo llano permanecía al margen de la participación directa en las ceremonias por tener prohibido el acceso a las zonas más sagradas de los templos. A pesar de ello, el templo siempre fue un importante centro religioso para todos los egipcios, que iban a ellos a rezar, realizar ofrendas y buscar la guía de los oráculos.
La parte más importante del templo era el naos o sancta sanctorum, que normalmente albergaba una imagen de culto, una estatua del dios. Las estancias que rodeaban el santuario crecieron en tamaño y lujo con el paso del tiempo, y así los templos pasaron de simples santuarios en el período predinástico (fines del IV milenio a. C.) a los enormes edificios de piedra del Imperio Nuevo (1550-1070 a. C.) en adelante. Estos templos se encuentran entre los ejemplos más grandes y duraderos de toda la arquitectura egipcia, y aparecen decorados y ordenados según los complejos patrones del simbolismo religioso. Su diseño típico consistía en una serie de salas cerradas, patios abiertos y monumentales accesos flanqueados por pilonos, todo alineado por un eje que marcaba la ruta de los festivales procesionales. En torno al templo propiamente dicho se solía crear un muro que encerraba diversos edificios secundarios. Los grandes templos también poseían gran cantidad de tierras en las que empleaban hasta miles de laicos para satisfacer sus necesidades. Los templos fueron, además de centros religiosos, importantes enclaves económicos. Los sacerdotes que se encargaban de estas poderosas instituciones gozaban de gran influencia en el gobierno de Egipto, y a pesar de su ostensible subordinación al faraón, a veces plantearon significativos desafíos a su autoridad. 
La construcción de templos en Egipto continuó a pesar del declive de la nación y su pérdida de independencia bajo el dominio del Imperio romano. Sin embargo, con la llegada del Cristianismo la religión politeísta egipcia tuvo que afrontar una creciente persecución, y el último templo fue cerrado en el 550 d. C. Durante siglos, los templos sufrieron destrucción y abandono. No fue hasta comienzos del siglo XIX, y especialmente tras la invasión napoleónica de Egipto, cuando crecería el interés por el país del Nilo entre los occidentales, dando lugar al nacimiento de la egiptología y al auge del turismo para visitar los restos de aquella civilización. Docenas de templos han sobrevivido hasta nuestros días y algunos son atracciones turísticas de fama mundial, contribuyendo de manera importante a la economía del Egipto moderno. Los egiptólogos continúan estudiando los templos supervivientes y los restos de los destruidos, pues son valiosas fuentes de información sobre la sociedad del Antiguo Egipto.

## Funciones

### Religiosa

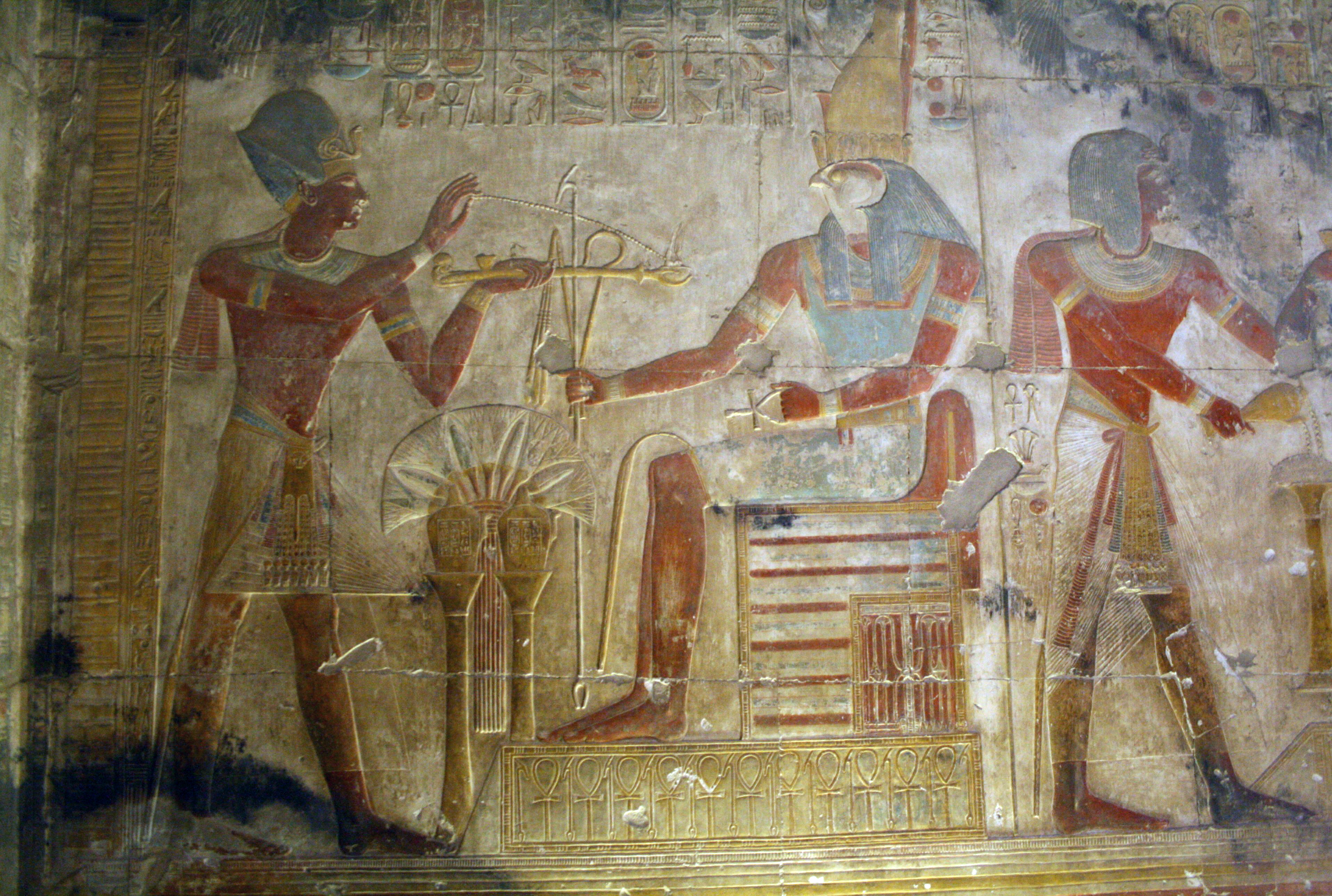
Bajorrelieve del faraón Seti I (izq.) y el dios Horus. Templo de Osiris, Abidos.

De acuerdo con la mitología egipcia, los templos del Antiguo Egipto eran la residencia de los dioses en la Tierra. De hecho, el término que los egipcios empleaban para definirlos, ḥwt-nṯr,  significa «mansión (o recinto) de un dios». La presencia de los dioses en el templo era un nexo de unión entre el mundo divino y el humano, y permitía a estos últimos relacionarse con ellos mediante diversos rituales. Según creían, estos rituales mantenían al dios y le permitían continuar con su papel en la naturaleza, el de garantizar la maat, el orden ideal de la naturaleza y la sociedad humana según las creencias egipcias. El mantenimiento de esta maat era todo el propósito de la religión egipcia, y por lo tanto también del templo.
Como se creía que el faraón poseía poder divino, el faraón era considerado el representante de Egipto ante los dioses y su más importante defensor de la maat. Por ello, su deber teórico era llevar a cabo los rituales en el templo. Aunque no se sabe en realidad con qué frecuencia participaba en las ceremonias, la existencia de templos en todo Egipto hacía imposible que el faraón cumpliera su función en todos ellos y la mayoría de las veces delegaba esta tarea en los sacerdotes. A pesar de ello, el faraón debía asegurar el mantenimiento, la provisión y la expansión de los templos en todos sus dominios.
Aunque el faraón delegaba su autoridad, la realización de los rituales era un deber oficial, restringido solo a los sumos sacerdotes. La participación del pueblo llano estaba prohibida en la mayoría de ceremonias, por lo que la actividad religiosa de los laicos tenía lugar en privado o en santuarios comunitarios, fuera de los templos oficiales. A pesar de ello, la condición de vínculo primario entre el mundo humano y el divino que tenían los grandes templos les aseguraba una atracción considerable entre los egipcios de a pie.
Cada templo estaba dedicado a una deidad principal, aunque la mayoría también estaban dedicados a otras divinidades. Aunque tuvieran poca o ninguna presencia en los templos, demonios y dioses del hogar estaban implicados en prácticas religiosas mágicas o privadas. También existían dioses que tenían papeles importantes en el cosmos, pero por razones poco claras no eran venerados en templos propios. De los dioses que tenían templos propios algunos eran venerados solo en determinadas regiones de Egipto, y aunque gozaban de profunda devoción en lugares concretos, no tenían presencia en todo el territorio. Incluso las deidades veneradas en todo Egipto se relacionaban claramente con las ciudades en que se hallaban sus templos principales. En los mitos creacionistas egipcios, el primer templo se construyó como morada de un dios, aunque el nombre de este dios y el emplazamiento del templo en el supuesto lugar desde el que todo se originó variaban según la ciudad. Por lo tanto, cada templo egipcio se asociaba con ese templo primigenio y con ese lugar de creación original. Como hogar de la divinidad y como localización mitológica de la fundación de la ciudad, el templo era el centro de su región y el lugar desde el que el dios patrono la controlaba.
Los faraones también construyeron templos donde se realizaban ofrendas destinadas a proteger su espíritu en la vida eterna, a menudo vinculados o cercanos a sus tumbas. Estos templos son a menudo llamados «templos funerarios» para distinguirlos del resto, aunque egiptólogos como Gerhard Haeny han dudado de la diferencia entre ambos, pues los egipcios no los llamaban de forma distinta. Tampoco los rituales para los dioses y para los fallecidos eran mutuamente excluyentes, pues el simbolismo alrededor de la muerte se encontraba en todos los templos egipcios. El culto a los dioses estaba presente en todos los templos funerarios, sobre lo que el egiptólogo Stephen Quirke ha dicho que «en todos los períodos el culto real implicaba a los dioses, pero igualmente… todo el culto a los dioses implicaba al faraón». A pesar de ello algunos templos fueron claramente dedicados a conmemorar faraones fallecidos y realizar ofrendas a su espíritu, aunque su propósito exacto es desconocido; quizás se quería equiparar al faraón con los dioses elevándolo a un estatus superior al de otros monarcas. En cualquier caso, la dificultad de distinguir entre templos divinos y funerarios refleja la estrecha interrelación entre los dioses y la realeza en las creencias egipcias.

### Económica y administrativa
Los templos fueron centros clave de actividad económica. Los más grandes necesitaban enormes cantidades de recursos y empleaban decenas de miles de personas entre sacerdotes, artesanos y obreros. El funcionamiento económico de un templo era similar al de una gran casa egipcia, con sirvientes dedicados a la atención del dios de la misma manera que lo harían con el dueño de una propiedad. Esta similitud se refleja en el término egipcio para las tierras de un templo y su administración, pr, que viene a significar «casa» o «bienes».
Algunos de los suministros del templo eran donaciones directas del faraón. En el Imperio Nuevo, cuando Egipto era un poder imperial, estas donaciones provenían de los botines de las campañas militares o de los tributos entregados por reinos subyugados. El faraón también podía recaudar impuestos que iban directamente al templo, mientras que otros ingresos procedían de donaciones particulares, como tierras, esclavos o bienes a cambio de servicios sacerdotales, como el rezo por sus almas en el más allá.

Bajorrelieve con personificaciones de varios nomos (provincias egipcias) entregando ofrendas. Gran Templo de Abidos.

Sin embargo, gran parte del sustento económico del templo venía de sus propios recursos, especialmente de grandes extensiones de tierras situadas extramuros que incluso podían encontrarse a mucha distancia. La propiedad más valiosa era la tierra de cultivo, que producía grano, fruta o vino y mantenía al ganado. Los templos podían explotar directamente esas tierras, arrendarla a los agricultores por una parte de la producción o gestionarlas conjuntamente con la administración real. Los templos también enviaban expediciones al desierto, donde conseguían productos como sal, miel, animales de caza o minerales preciosos. Algunas de estas instituciones religiosas poseían flotas de barcos que utilizaban para comerciar a lo largo del Nilo o incluso fuera de las fronteras egipcias. Así pues, como dice Richard H. Wilkinson, los bienes del templo «a menudo representaron nada menos que una porción del propio Egipto». Como grandes centros económicos y lugares de trabajo de una parte importante de la población, los recintos templarios eran una parte clave de las ciudades egipcias en que se situaban. Asimismo, cuando un templo se fundaba en tierra deshabitada, una nueva ciudad se creaba para darle sustento.
Todo este poder económico estaba en última instancia en poder del faraón, y la administración real podía ordenar a un templo desviar parte de sus recursos a otro menor para apoyar su expansión, pues estaba sujeto al sistema estatal de corveas. Con ello el faraón podía incrementar los ingresos de un templo dedicado a un dios al que estuviera agradecido, y los templos funerarios de gobernantes recientes tendían a desviar recursos a los de faraones muertos tiempo atrás. Por otra parte, el faraón también podía ordenar a los templos proporcionar suministros para otros fines, caso de los templos funerarios de la necrópolis tebana, que supervisaron la provisión de los trabajadores de Deir el-Medina que construían las tumbas reales. La forma más drástica de control de las propiedades del templo era revisar por completo la distribución de sus propiedades a lo largo de todo el reino, algo que podía implicar el cierre de algunos templos y alterar significativamente el panorama económico de Egipto. Por lo tanto, estos templos fueron importantes instrumentos con los que los faraones controlaron los recursos y los habitantes de su reino. Sin embargo, como supervisoras directas de su propia esfera económica, las administraciones de los grandes templos ejercían una influencia considerable que podía desafiar la autoridad de un faraón débil, aunque no está claro cuál era su independencia.
Una vez que Egipto se convirtió en provincia romana, los oficiales romanos trataron de limitar el poder e independencia de los templos. Les impusieron el pago de impuestos al gobierno por las tierras que poseían o la entrega de estas al estado romano a cambio de recibir un estipendio gubernamental. Sus cultos fueron minuciosamente regulados, menos autónomos y más dependientes de las donaciones del gobierno y de varias pequeñas fuentes de ingresos.

## Desarrollo

### Desarrollo temprano
Los santuarios más antiguos conocidos aparecieron en Egipto en el Período Predinástico, a fines del IV milenio a. C. Estos primigenios edificios se hicieron con materiales perecederos como la madera, esteras de caña y adobe. A pesar de la transitoriedad de estas antiguas construcciones, el arte egipcio posterior continuó usando y adaptando elementos de ellos, evocando los antiguos santuarios para sugerir la naturaleza eterna de los dioses y los lugares en que habitaban.
A comienzos del Período Arcaico (c. 3100-2686 a. C.) los primeros faraones construyeron complejos funerarios en el centro religioso de Abidos siguiendo un patrón general único: recinto cuadrangular de adobe y montículo de tierra en su centro. No está claro si, en esta primera etapa, los templos de otras zonas de Egipto recibían patronazgo real o solo estaban influidos por el estilo de los templos reales. En cualquier caso, en el Imperio Antiguo (c. 2686-2181 a. C.) que siguió al período arcaico los monumentos funerarios reales sufrieron una tremenda expansión, mientras que la mayoría de templos consagrados a las divinidades permanecieron relativamente modestos. Ello sugiere que la religión oficial en este período enfatizó el culto al faraón divino por encima del culto directo a los dioses. Los dioses estrechamente relacionados con el faraón, como Ra, recibían más donaciones reales que el culto a otras divinidades; un ejemplo es el templo de Ra en Heliópolis. Mientras, los pequeños templos provincianos mantuvieron diversos estilos locales del período predinástico, sin influencias por parte de los lugares de culto real.

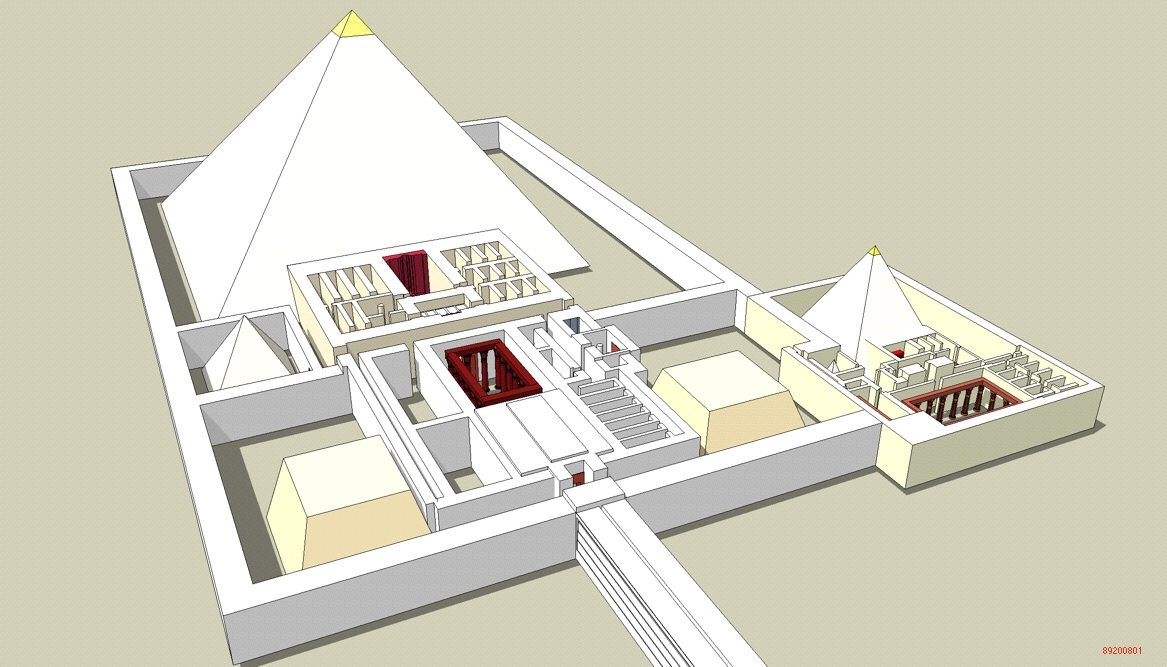
Reconstrucción del complejo funerario del faraón Dyedkara Isesi del Imperio Antiguo.

La expansión de los monumentos funerarios comenzó durante el reinado de Zoser, que construyó su complejo enteramente de piedra y remplazó el montículo intramuros por una pirámide escalonada en cuyo interior fue enterrado. En el resto del Imperio Antiguo, tumba y templo se aunaron en elaborados complejos piramidales de piedra, cerca de los cuales existía una villa que daba suministro a sus necesidades, de la misma manera que los pueblos que abastecerán a los templos a lo largo de la historia egipcia. El faraón Snefru introdujo novedades, pues comenzando con su primera pirámide en Meidum, mandó construir complejos piramidales simétricos a lo largo de un eje este-oeste, con un templo del valle a orillas del Nilo comunicado con otro templo situado al pie de la pirámide. Los sucesores inmediatos de Snefru siguieron este patrón, pero a fines del Imperio Antiguo los complejos piramidales combinaban diferentes elementos tanto de la distribución a lo largo de un eje como del plan rectangular de Zoser. Para abastecer a los enormes complejos piramidales los faraones fundaron nuevas ciudades y fincas agrícolas en las tierras sin explotar a lo largo de Egipto. El flujo de productos desde estas tierras al gobierno central y los templos ayudó a unificar el reino.
Los gobernantes del Imperio Medio (c. 2055-1650 a. C.), que reunificaron el país tras su colapso, continuaron construyendo pirámides y complejos a ellas asociados. Los pocos restos que se conservan de los templos del Imperio Medio muestran que sus trazados se hicieron perfectamente simétricos y en los templos dedicados a las divinidades se comenzó a hacer un uso mayor de la piedra. El patrón de templo con un santuario tras una sala de columnas aparece ya frecuentemente en este período, y a veces estos dos elementos estaban precedidos por patios abiertos, presagiando el diseño de templo estándar utilizado en etapas posteriores.

### Imperio Nuevo
Con mayor riqueza y poder durante el Imperio Nuevo (c. 1550-1070 a. C.), Egipto destinó aún más recursos a sus templos, que se hicieron más grandes y complejos. Los cargos de sumos sacerdotes se convirtieron en permanentes en lugar de rotativos, y una vez más se hicieron con una importante parcela del poder en Egipto. Es posible que, con la expansión de la influencia de los templos, las celebraciones religiosas que hasta entonces habían sido públicas fueran absorbidas por los cada vez más importantes festivales rituales de los templos. El dios más importante de este período fue Amón y los sacerdotes de su principal centro de culto, el recinto de Amón-Ra en Karnak, Tebas, alcanzaron una enorme influencia política.

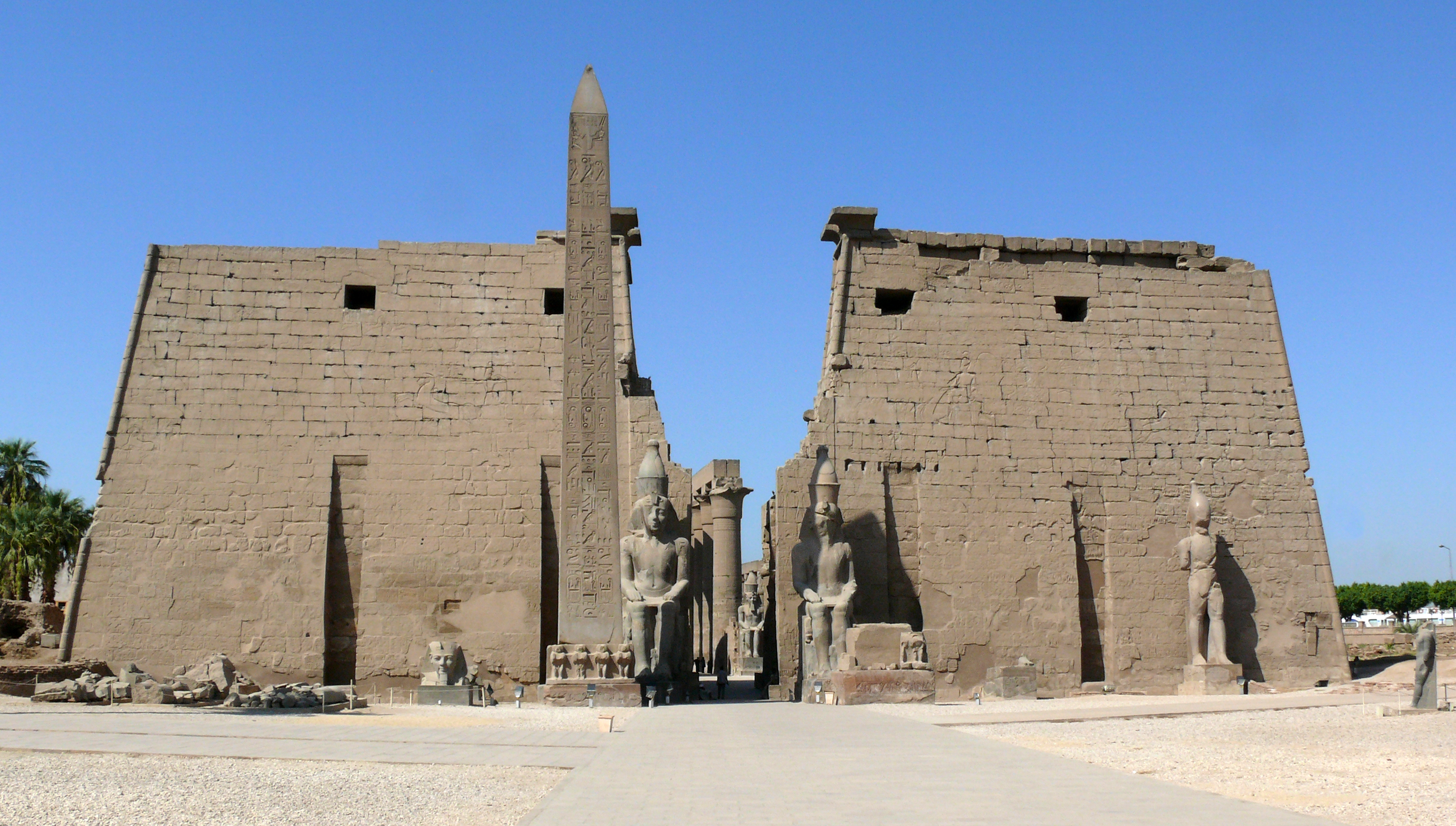
Pilono de entrada al Templo de Lúxor, uno de los templos más importantes del Imperio Nuevo.

Muchos templos fueron entonces erigidos enteramente de piedra y su plan general quedó fijado: sancta sanctorum, salas, patios y accesos flanqueados por pilonos, todos orientados a lo largo de la ruta de las procesiones de los festivales. Los faraones del Imperio Nuevo dejaron de erigir pirámides como monumentos funerarios en favor de tumbas alejadas de sus templos funerarios. Sin pirámides en torno a las que organizarse, los templos funerarios comenzaron a distribuirse según el mismo plan que los dedicados a los dioses.
A mediados del Imperio Nuevo el faraón Akenatón convirtió al dios Atón en la única divinidad del culto oficial y abolió el culto a todas las demás deidades. Los templos tradicionales se descuidaron en favor de los nuevos dedicados a Atón, cuyo diseño y construcción difería notablemente. Pero esta revolución religiosa de Akenatón fue abolida poco después de su muerte, los templos tradicionales reinstaurados y los dedicados a Atón desmantelados. Los faraones posteriores emplearon aún más recursos a los templos, particularmente Ramsés II, el más prolífico constructor de monumentos de toda la historia egipcia. La influencia religiosa de la casta sacerdotal aumentó a la par que su riqueza: los oráculos de los templos, controlados por los sacerdotes, fueron un recurso cada vez más popular para tomar decisiones. El poder faraónico se desvaneció y en el siglo XI a. C. los sumos sacerdotes de Amón fueron capaces de tomar el control de todo el Alto Egipto, dando así inicio a la fragmentación política denominada Tercer Período Intermedio (c. 1070-664 a. C.).
Con el derrumbamiento del Imperio Nuevo cesó para siempre la construcción de templos funerarios. Sin embargo, algunos gobernantes del Tercer período intermedio, como los de Tanis, fueron enterrados dentro de los templos divinos, continuando así la estrecha relación entre templo y tumba.

### Evolución tardía
En el Período Tardío (664-323 a. C.) el debilitado estado egipcio quedó a merced de varias potencias extranjeras, experimentando solo períodos ocasionales de independencia. Muchos de estos gobernantes foráneos fundaron o ampliaron templos con la finalidad de reforzar su pretensión al trono de Egipto. Los faraones de Kush de los siglos VIII y VII a. C. restauraron el templo de Karnak y adoptaron el estilo de arquitectura templaria egipcia en las construcciones de su originaria Nubia, donde dieron comienzo a una larga tradición de sofisticada construcción de templos nubios. En estos siglos confusos la fortuna de varios templos cambió, pero la influencia de la casta sacerdotal en general se mantuvo.

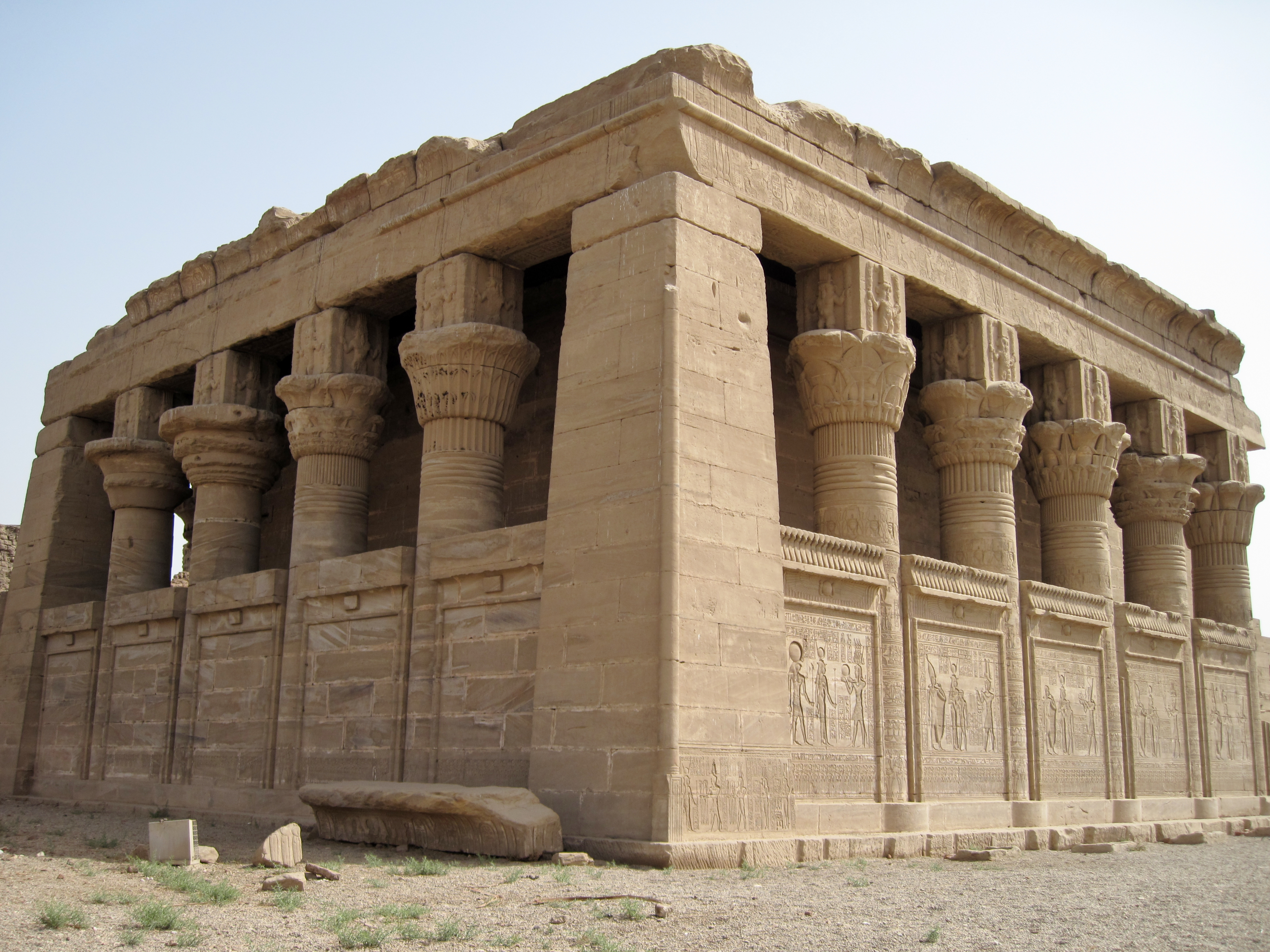
Mammisi de época romana en el Templo de Dendera.

A pesar de la agitación política, el templo egipcio continuó evolucionando sin adoptar apenas influencias extranjeras. Considerando que la construcción de templos anteriores en su mayoría se centró en dioses masculinos, las deidades femeninas e infantiles se hicieron más importantes. Los templos se centraron en actividades religiosas más populares como los oráculos, cultos de animales y oraciones. Continuaron desarrollándose nuevas formas arquitectónicas, como quioscos cubiertos frente a las puertas de acceso, estilos de columnas más recargados y los mammisi, edificios para la celebración del nacimiento mítico de un dios. A pesar de que el último estilo de los templos se había desarrollado en el último período de gobierno nativo, muchos de sus ejemplos datan de la época de la dinastía ptolemaica, los reyes helenos que gobernaron como faraones durante casi 300 años.
Tras la conquista por parte de Roma del reino ptolemaico en el año 30 a. C., los emperadores romanos asumieron el rol de gobernantes y patrones de los templos. Los fondos otorgados por Augusto y los emperadores del siglo I d. C. fueron disminuyendo hacia el siglo III d. C. debido a las penurias económicas del imperio, cuando ya algunos grandes templos estaban en estado de progresiva ruina. A pesar de ello, la construcción de templos continuó hasta el siglo IV d. C., cuando el ascenso de los emperadores romanos cristianos llevó a que los templos perdieran su tradicional apoyo económico estatal, sus tesoros disminuyeran y los ingresos se destinaran a la creación de iglesias. En el 391 d. C. todos los cultos paganos fueron prohibidos por Teodosio I y ese mismo año el Serapeum de Alejandría fue destruido por los cristianos. Los ataques a los paganos y sus templos se extendieron por todo Egipto y, en el año 550 d. C., Filé, el último gran templo en funcionamiento que restaba en el país del Nilo, fue cerrado.

## Construcción

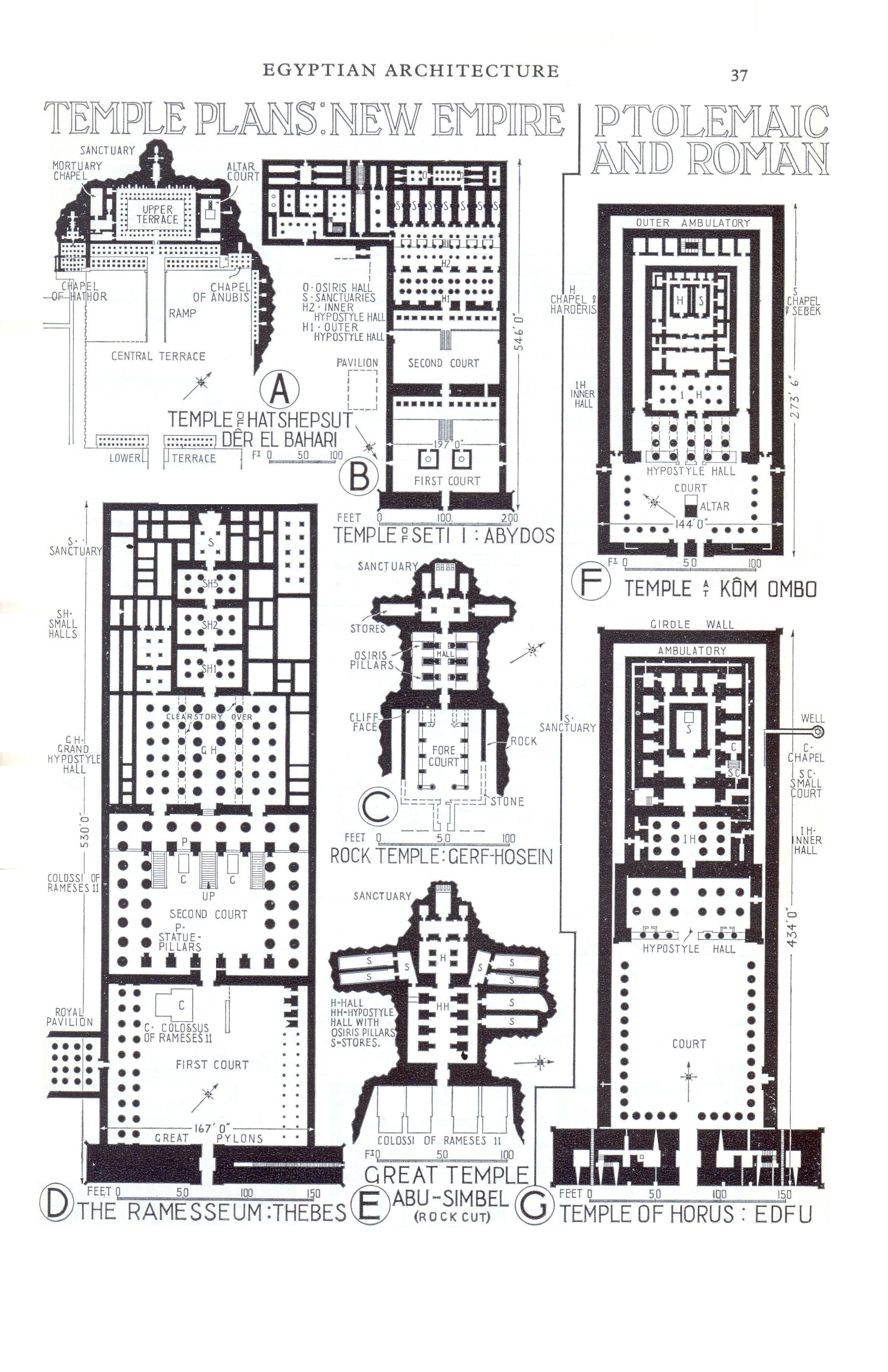
Plantas de templos egipcios. Mitad izquierda: Hatshepsut, Seti I, Ramesseum, Gerf Hussein y Abu Simbel; derecha: Edfu y Kom Ombo.

Los templos se erigieron a lo largo de todo el Alto y el Bajo Egipto, así como en los oasis del desierto de Libia bajo control egipcio, hasta Siwa, y en puestos avanzados como Timna, en la península del Sinaí. En los períodos en que Egipto controló Nubia los gobernantes del Nilo construyeron templos allí, tan al sur como Gebel Barkal. La mayoría de ciudades de Egipto tenían un templo, pero en algunos casos, como los templos funerarios o los templos de Nubia, se creaban de nueva planta en tierras antes deshabitadas. El emplazamiento exacto del templo era decidido por motivos religiosos, y podría ser el lugar de nacimiento o enterramiento mítico de un dios. La orientación del templo podía decidirse para alinearlo con lugares de significado religioso, como un templo vecino, el nacimiento del sol o la posición de alguna estrella. Por ejemplo, el gran templo de Abu Simbel, está alineado de tal manera que dos veces al año los rayos del sol naciente iluminan las estatuas de los dioses en el sancta sanctorum. La mayoría de los templos, sin embargo, se alinearon hacia el Nilo, con un eje que corre aproximadamente de este a oeste.
La construcción del templo propiamente dicha iba precedida de una serie de complejos rituales fundacionales. Tras la finalización del mismo se volvían a realizar rituales dedicados al dios patrono, los cuales debían ser consumados por el propio faraón como parte de sus deberes religiosos. De hecho, en la creencia egipcia la construcción del templo era el trabajo simbólico del soberano, aunque en realidad su ejecución era tarea de cientos de súbditos reclutados por el sistema de corveas. Usando en su mayor parte herramientas de madera y piedra, los obreros construían para los templos enormes estructuras que tardaban años o décadas en finalizar.
El uso de la piedra para levantar los templos egipcios no buscaba más que enfatizar y asegurar su propósito de servir como moradas eternas para los dioses y los distinguían de los edificios para uso de los mortales, construidos con el modesto adobe. Sin embargo, en los primeros tiempos los templos eran construidos únicamente de adobe y otros materiales perecederos, materia prima que en realidad fue la empleada durante toda la historia egipcia para crear los edificios adyacentes a los templos. La piedra más usada fue caliza y arenisca, muy comunes en el centro y sur de Egipto, mientras que piedras más duras y difíciles de tallar, como el granito, se usaron en menor medida para elementos concretos como los obeliscos. Los sillares de piedra podían proceder de una cantera cercana al templo en construcción o ser transportados en barco por el Nilo desde lugares de extracción lejanos.

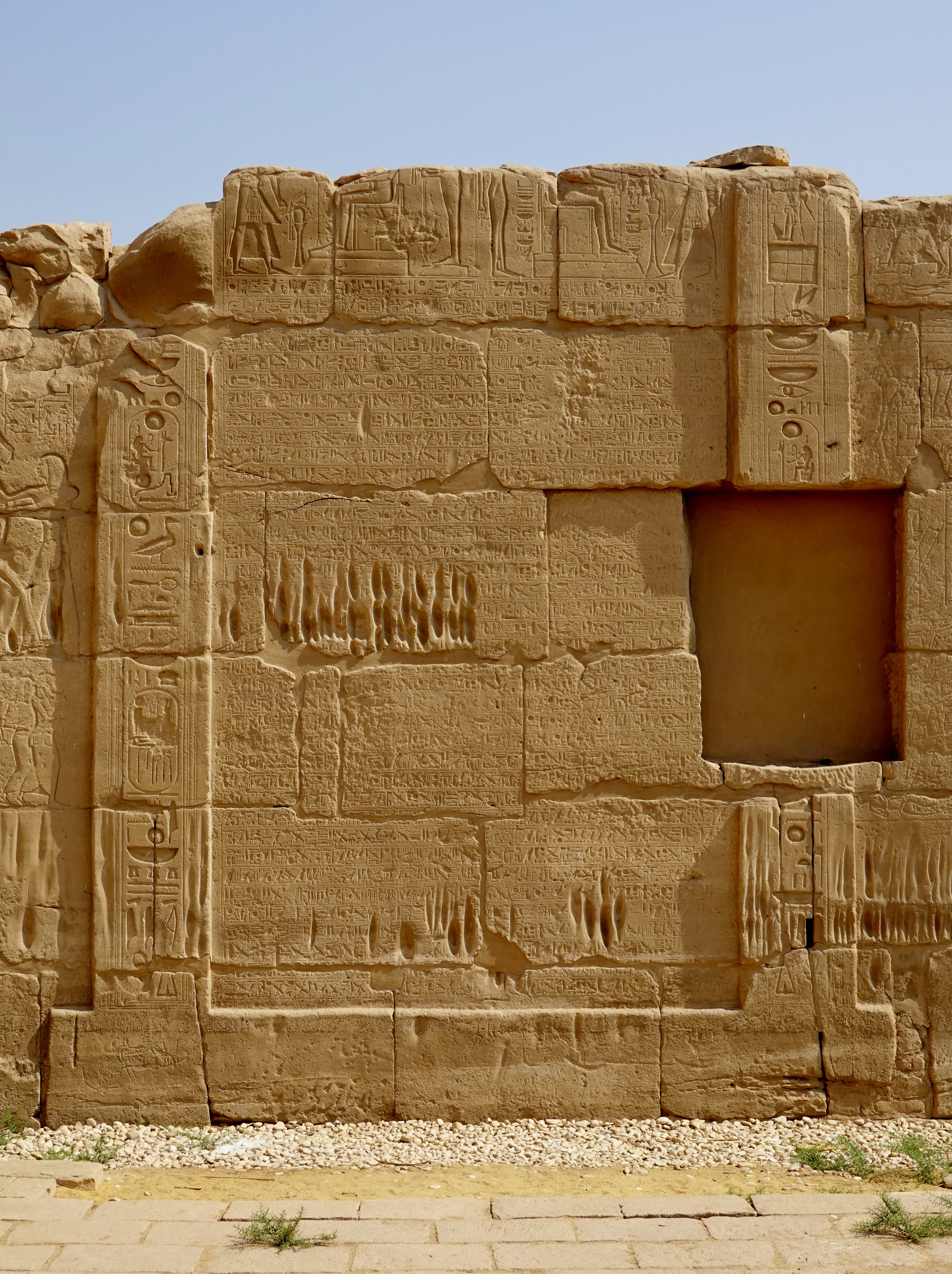
Versión egipcia del Tratado de Qadesh inscrita en un muro del Templo de Karnak.

Para crear los cimientos de los templos se excavaban zanjas en la arena que luego se rellenaban con losas de piedra. Los muros y otras estructuras se levantaban con enormes sillares de diferentes formas y tamaños, colocados en hiladas y unidos a hueso. Cada bloque se tallaba para conseguir una perfecta unión con los adyacentes, obteniéndose sillares prismáticos cuyas formas irregulares quedaban encajadas. El interior de los muros se rellenaba con piedras irregulares, de deshecho, y tierra. Para construir estructuras sobre el nivel del suelo los trabajadores creaban grandes rampas de tierra, y para excavar cámaras en la roca viva comenzaban desde arriba, abriendo un espacio cerca del techo desde el que continuar vaciando el resto de la estancia. Una vez completada la estructura del templo, la superficie áspera de los sillares de piedra se pulía para alisarla y después se tallaban bajorrelieves, generalmente rehundidos y con acabados de gran perfección. Si la piedra era de mala calidad para tallarla, se cubría con una capa de mortero de yeso, tras lo que todos los relieves acababan de completarse con dorados, incrustaciones de otros materiales y pintura. Las pinturas eran por lo general una mezcla de pigmentos aglutinados con algún tipo de adhesivo, posiblemente goma natural.
La construcción del templo no terminaba cuando el plan original estaba completo, pues a menudo los faraones ordenaban reconstruir, reponer estructuras deterioradas o añadir nuevos edificios. En el transcurso de estas ampliaciones, frecuentemente desmantelaban las viejas construcciones para usar sus materiales como relleno de las nuevas, lo que podía hacerse por conveniencia o porque esas estructuras y sus patrocinadores se habían convertido en un anatema, como sucedió con los templos de Akenatón. Esta expansión y remodelación podía distorsionar considerablemente el trazado original del templo, caso del enorme recinto de Amón-Ra en Karnak, donde se trazaron dos ejes perpendiculares y diversos templos satélite.

## Diseño y decoración

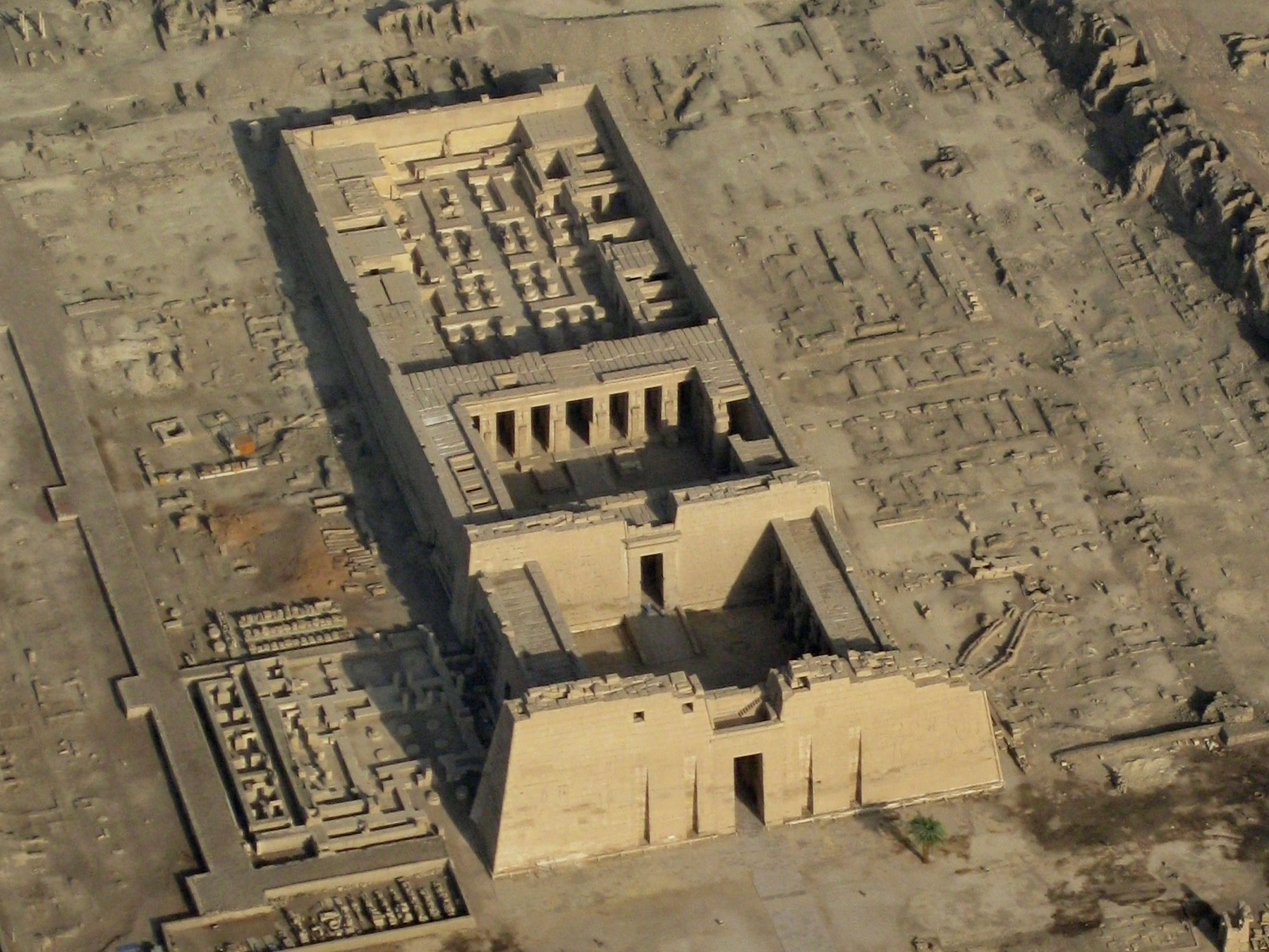
El templo de Ramsés III en Medinet Habu, rodeado por los restos de los edificios auxiliares.

Al igual que toda la arquitectura del Antiguo Egipto, los diseños de los templos enfatizaron el orden, la simetría y la monumentalidad, y combinaron formas geométricas con estilizadas representaciones vegetales. Su diseño rememoraba también las formas de los primeros edificios egipcios. Por ejemplo, las molduras en caveto en la parte superior de los muros se crearon para imitar las filas de hojas de palma dispuestas en las paredes arcaicas, y la inclinación de los muros exteriores, además de para asegurar su robustez, era también un vestigio de los antiguos métodos de construcción. La distribución en planta de los templos se basaba en un eje que discurría desde el sancta sanctorum a la entrada principal, y en el patrón plenamente desarrollado empleado en el Imperio Nuevo y posteriormente, la ruta usada en los festivales procesionales —una gran avenida salpicada de enormes puertas— sirvió como el mencionado eje central. La ruta era entendida como la empleada por los dioses en sus viajes fuera del santuario, mientras que la gente usaba puertas laterales menores. Las partes típicas de un templo, como la sala hipóstila llena de columnas, los peristilos abiertos y los pilonos en las entradas, fueron dispuestas a lo largo de este eje en un orden tradicional, pero flexible. Más allá del templo propiamente dicho, dentro de los muros exteriores se albergaban numerosos edificios auxiliares.
Este patrón de templo podía variar considerablemente, incluso al margen de los efectos distorsionadores de los edificios secundarios. Algunos templos fueron excavados íntegramente en la roca viva, como el de Abu Simbel, o parcialmente, como las cámaras interiores con patios y pilonos de mampostería de Wadi es-Sebua, aunque en esencia se distribuyeron según el patrón de los templos al aire libre. En otros, como el templo funerario de Deir el-Bahari, la ruta procesional recorre una serie de terrazas en distintos niveles con rampas de ascensión. Los templos más peculiares fueron los dedicados a Atón por orden de Akenatón, en los cuales el eje atravesaba varios patios completamente abiertos salteados de altares.
El modelo tradicional era altamente simbólico de arquitectura religiosa. Era una variante muy recargada del diseño de una casa egipcia, reflejando su papel de «casa del dios». Más allá de eso, el templo representó una parte del mundo divino en la Tierra. El santuario elevado y cerrado semejaba tanto la colina sagrada primigenia cuando fue creado el mundo, como la cámara de enterramiento de una tumba, donde habitaba el ba del dios, su espíritu, del mismo modo que el ba humano habita su momia. Según las creencias egipcias, este lugar crucial estaba aislado de las impurezas del mundo exterior, por lo que el acceso al sancta sanctorum estaba muy restringido y la luz que en él penetraba era muy tenue. Sin embargo, el templo también representaba el mundo mismo, y así la vía procesional no era más que el recorrido del sol por el cielo y el santuario la Duat donde se creía que penetraba en la noche para después renacer. El espacio exterior se equiparaba así con las aguas del caos que rodeaban el mundo, mientras que el templo representaba el orden del cosmos y el lugar donde ese orden era continuamente renovado.

### Cámaras interiores
Las cámaras interiores del templo estaban en torno al sancta sanctorum del dios patrono, que normalmente se ubicaba en el eje del templo y en la parte posterior del conjunto, mientras que en los templos de las pirámides estaban situados junto a su base. El santuario era el centro de los rituales del templo, el lugar donde la presencia divina se manifestaba más poderosamente, aunque las formas de esta manifestación eran diversas. En los templos de Atón y en los santuarios solares tradicionales el objeto del ritual era el propio sol, adorado en patios a cielo abierto. En muchos templos funerarios las salas interiores contenían estatuas del faraón fallecido, o una puerta falsa donde se creía que aparecía su ba para recibir ofrendas.

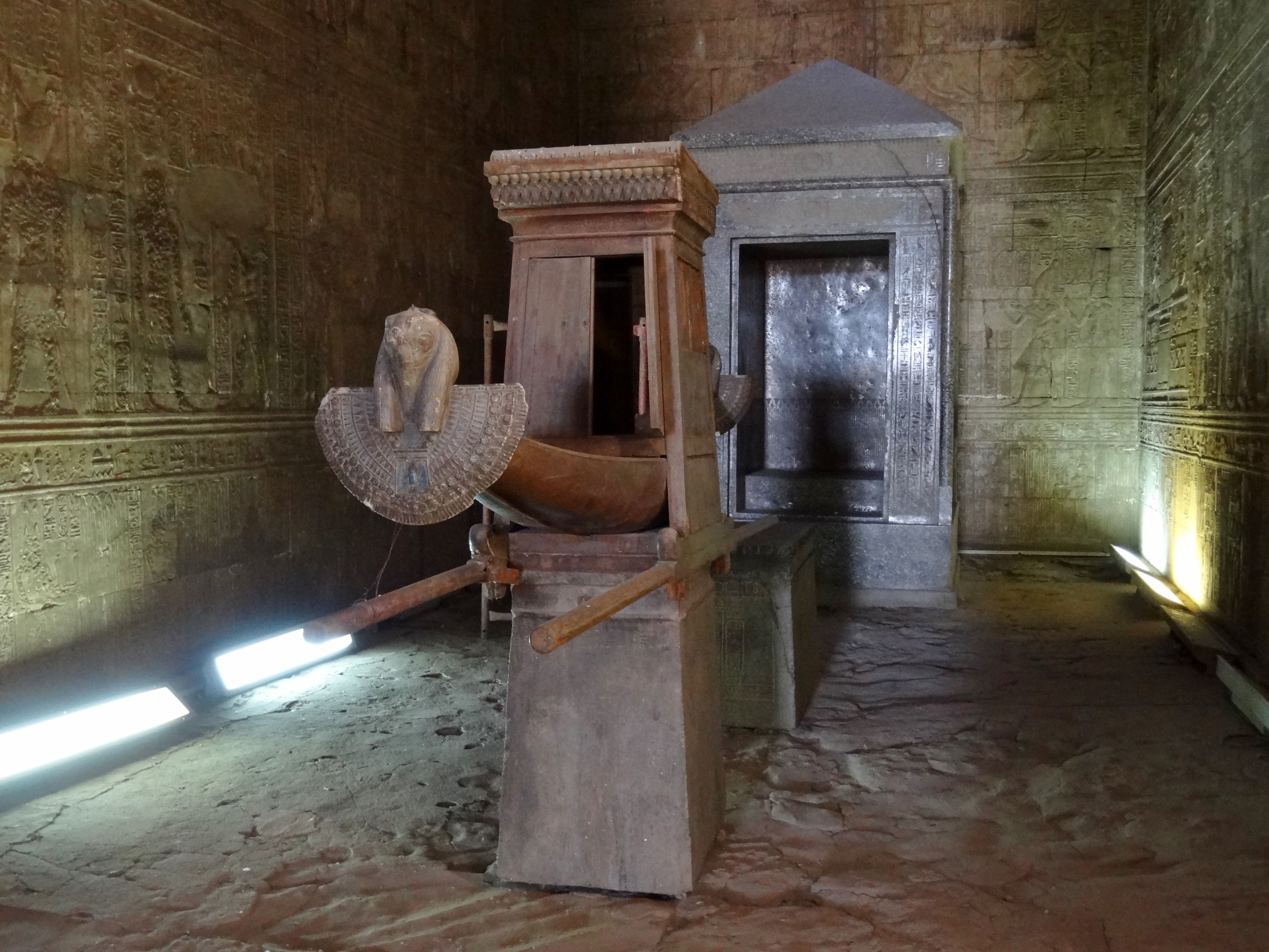
Sala de la barca sagrada del Templo de Edfu.

Sin embargo, en la mayoría de templos el foco era la imagen de culto: una estatua del dios del templo donde se creía que habitaba su ba e interactuaba con los humanos. El santuario en estos templos contenía una naos, un tabernáculo que albergaba la imagen del dios o un modelo de barca que contenía la imagen dentro de su cabina y que era empleada para transportarla durante los festivales procesionales. Para resaltar la naturaleza sagrada del santuario este se mantenía en oscuridad total. Si en los primeros tiempos el santuario se disponía en el fondo del edificio, en el Período Tardío y el Ptolemaico se convirtió en un edificio independiente dentro del templo, aunque aislado del mundo exterior por los corredores y habitaciones circundantes.
Las capillas secundarias, dedicadas a deidades asociadas al dios principal, se distribuían alrededor de la principal. Cuando el patrono principal era una deidad masculina, las capillas secundarias se solían consagrar a sus consortes y descendientes. En los templos funerarios estas capillas secundarias eran dedicadas a dioses asociados con la realeza.
Junto al santuario se ubicaban otras salas para almacenar objetos ceremoniales, textos rituales y objetos de valor del templo. Otras estancias tenían funciones rituales específicas. La sala de las ofrendas solía estar separada del propio santuario, y en los templos sin santuario de la barca, existía un tabernáculo para guardarla. En los templos más tardíos, las zonas rituales podían ampliarse con capillas en una segunda planta y en salas subterráneas. Finalmente, en el muro exterior de la parte posterior del templo a menudo había nichos para que los laicos rezaran al dios patrono, y eran lo más cerca de su morada que ellos podían estar.

### Salas y patios

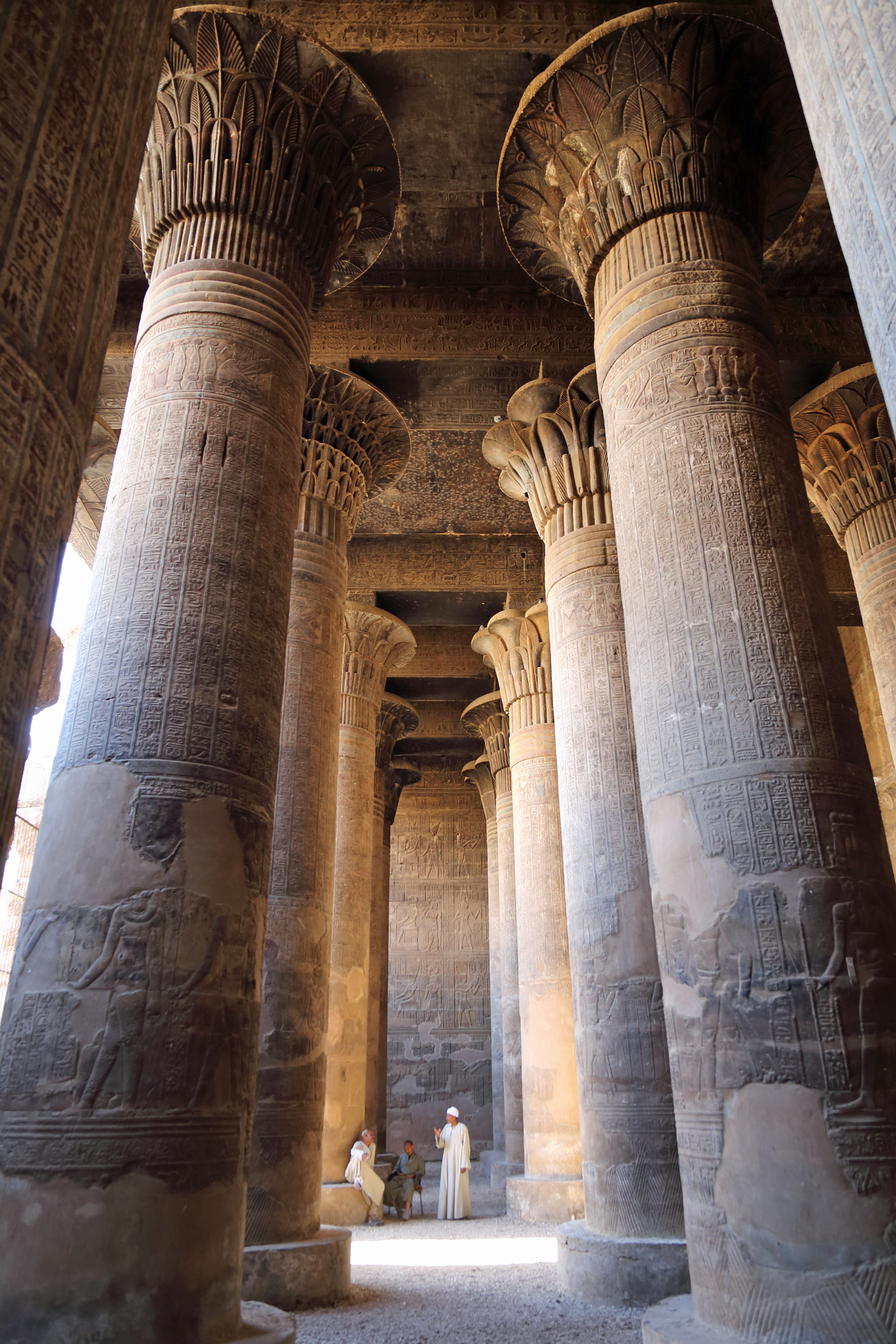
Sala hipóstila del templo de Esna.

Las salas hipóstilas, estancias cubiertas y repletas de columnas, aparecen en los templos a lo largo de toda la historia de Egipto. Durante el Imperio Nuevo se situaban normalmente enfrente de la zona del santuario. Estas salas eran menos restringidas que las cámaras interiores y se abrían a los laicos en determinadas ocasiones. Estaban en penumbra, no tan oscuras como el santuario: las salas del Imperio Nuevo contaban con altos pasajes centrales sobre la ruta procesional para que un claristorio proporcionara luz tenue. El epítome de esta tipología es la gran sala hipóstila de Karnak, cuyas enormes columnas tienen 21 metros de altura. En períodos tardíos los egipcios prefirieron un tipo distinto, con un muro bajo para tapar la luz. Las salas en penumbra, cuyas columnas suelen imitar plantas como el loto y el papiro, eran símbolos del mitológico mundo pantanoso que rodeaba el túmulo ancestral de la creación. Las columnas también podían ser vistas como los pilares que sostenían el cielo en la cosmología egipcia.
Más allá de la sala hipóstila existían uno o más peristilos a cielo abierto. Estos patios abiertos, también llamadas salas hípetras, presentes en los templos egipcios desde el Imperio Antiguo, se convirtieron en zonas de transición en el plan clásico del Imperio Nuevo, extendidos entre el espacio público del exterior del templo y las restringidas salas interiores. Aquí el pueblo se encontraba con los sacerdotes en los festivales. Frente a cada patio se levantaban los pilonos, un par de torres anchas y trapezoidales que flanqueaban la puerta principal. El pilono solo se conoce en ejemplos dispersos en los imperios Antiguo y Medio, pero en el Nuevo rápidamente se convirtieron en las distintivas fachadas de la mayoría de templos egipcios. El pilono era una torre vigía simbólica contra las fuerzas del desorden y un jeroglífico del horizonte, tras el que se ocultaba el sol cada día, reforzando así el simbolismo solar del templo.
Frente a cada pilono se disponían pares de nichos para emplazar astas con banderas. A diferencia de los pilonos, estos pares de banderas existieron desde las capillas más tempranas del período predinástico. Estuvieron tan fuertemente asociadas a la presencia de un dios, que el jeroglífico de ellas vino a ser el empleado para la palabra egipcia dios.

### Recinto
Fuera de los edificios del templo propiamente dicho estaba el recinto del templo, rodeado por un muro de adobe rectangular que protegía simbólicamente el espacio sagrado del desorden exterior. En ocasiones su función fue más que simbólica, especialmente durante las últimas dinastías nativas en el siglo IV a. C., cuando los muros fueron fortificados en caso de invasión. En los templos tardíos estos muros frecuentemente alternaban tramos cóncavos y convexos y su parte superior se remataba con una ondulación vertical. Este patrón podría evocar las aguas mitológicas del caos.

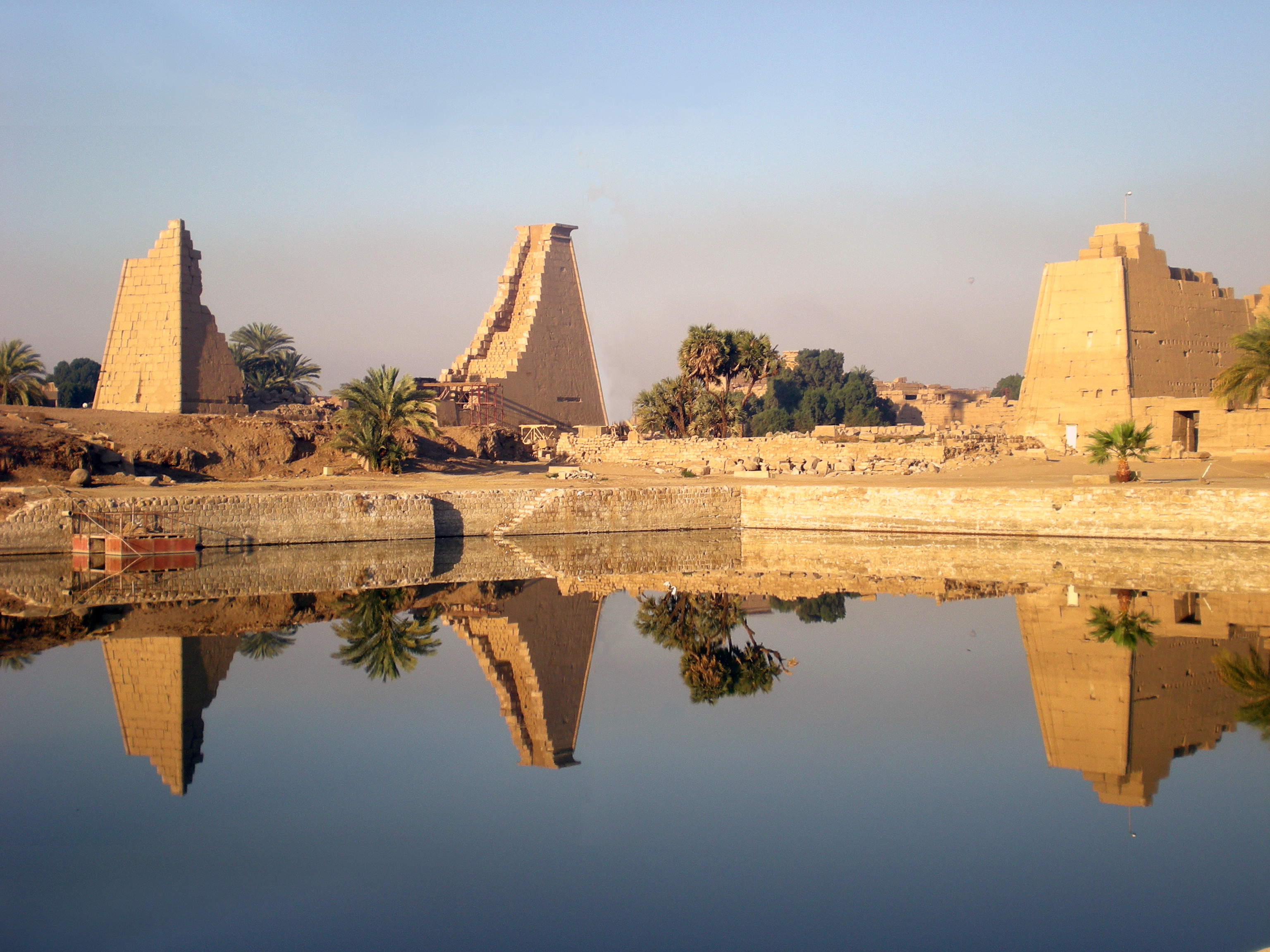
Lago sagrado del templo de Karnak. Al fondo, el pilono que ordenó construir Horemheb.

Los muros encerraban muchos edificios relacionados con las funciones del templo. Algunos contenían capillas satélites dedicadas a deidades asociadas al dios principal, incluidos mammisis que celebraban el nacimiento del niño dios mitológico. Los lagos sagrados presentes en muchos recintos servían como reservas del agua usada en los rituales, como lugares en que los sacerdotes se purificaban ritualmente y como representaciones del agua de la que emergió el mundo. Los templos funerarios a veces contenían un palacio para el espíritu (ka) del faraón, construido frente al propio templo. Los sanatorios de algunos templos proveían un lugar para que los enfermos esperaran los sueños de curación enviados por el dios. Otros templos incluían cocinas, talleres y almacenes para satisfacer sus necesidades. Especialmente importante era la pr-ˁnḫ, la «Casa de la Vida», donde el templo editaba, copiaba y almacenaba sus textos religiosos, incluidos los utilizados para los rituales. La Casa de la Vida también funcionaba como un centro general de enseñanza, pues contenía textos de temas no religiosos como historia, geografía, astronomía y medicina. A pesar de que todos estos edificios se dedicaron a propósitos más mundanos que el propio templo, todavía tenían un significado religioso, pues hasta el granero podía ser usado para ceremonias específicas.
La vía procesional discurría a través del recinto, desde la puerta principal en el muro del templo. Este camino estaba ornado con estatuas de esfinges y salpicado por las estaciones de la barca, donde los sacerdotes que la portaban podían descansar durante la procesión. La vía normalmente terminaba en un muelle a orillas del Nilo, que servía como punto de entrada de los visitantes que llegaban navegando y de punto de salida para la procesión cuando esta continuaba por el río. En los templos piramidales del Imperio Antiguo el muelle contaba con un templo entero, el Templo del Valle, unido al templo de la pirámide por la vía procesional.

### Decoración

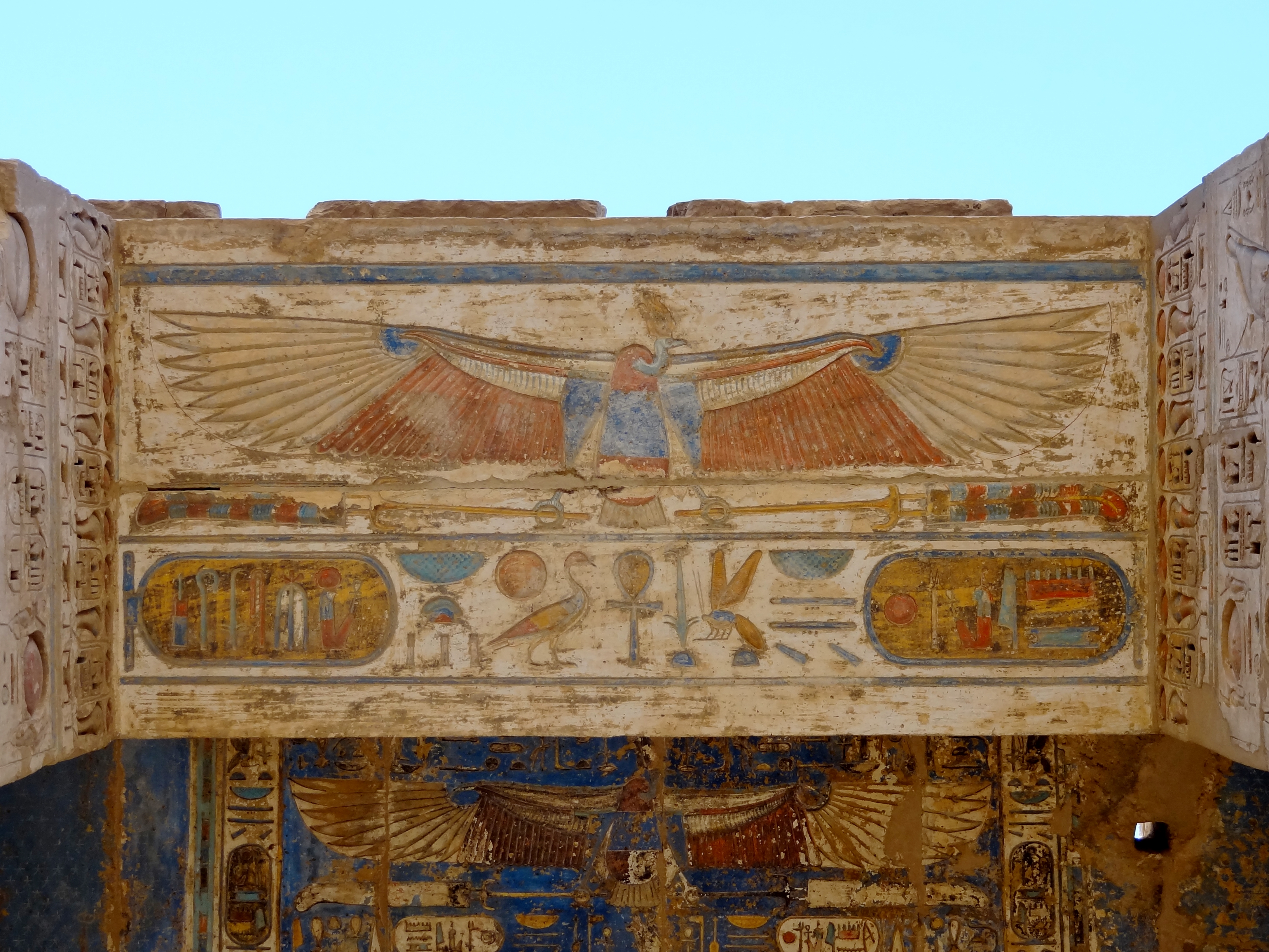
Huecorrelieves policromados en techos del Templo funerario de Ramsés III en Medinet Habu, construido durante el Imperio Nuevo.

La arquitectura de los templos egipcios estaba profusamente decorada con relieves y esculturas exentas, todos con significado religioso. Los egipcios creían que los dioses estaban presentes en sus imágenes, inundando el templo con su poder sagrado. Los símbolos de lugares de Egipto o partes del cosmos completaban la geografía mítica también presente en la arquitectura del templo. Las imágenes realzaban el efecto mágico de los rituales y lo perpetuaban incluso tras su realización. Debido a su naturaleza religiosa, los motivos decorativos mostraban una versión idealizada de la realidad, emblemática del propósito del templo, en lugar del auténtico contexto. Por ejemplo, el faraón era mostrado ejecutando todos los rituales, mientras que los sacerdotes, si acaso aparecían, estaban en un papel secundario. No importaba que el soberano casi nunca estuviera presente en los festivales, solo interesaba su más amplia labor de intermediario con los dioses.

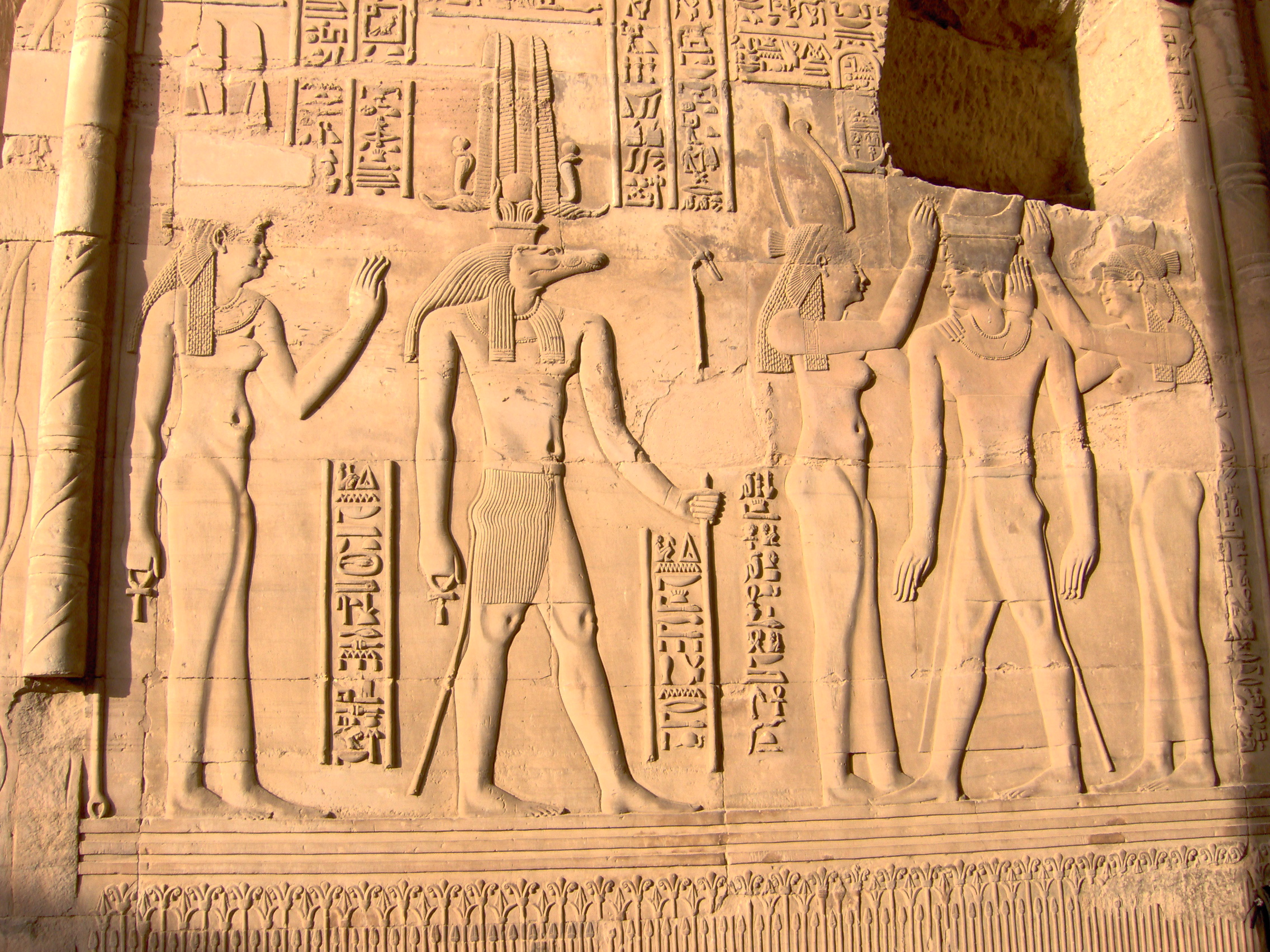
Relieve en el Templo de Kom Ombo. En el centro, con cabeza de cocodrilo, el dios Sobek.

El motivo decorativo más prolífico fue el relieve, que se fue haciendo más presente con el paso del tiempo hasta que, en los templos tardíos, cubría muros, techos, columnas, vigas y estelas. Los artistas egipcios crearon tanto relieves como rehundidos. El bajorrelieve permitía unos acabados más sutiles, pero requería más talla. Los rehundidos se empleaban en piedras más duras y difíciles de trabajar, y también cuando los constructores querían acabar rápido, pues no necesitaba de la extracción de tanto material como el bajorrelieve. El rehundido era muy apropiado para exteriores, donde la sombra que creaba la luz del sol realzaba el contorno de las figuras. Una vez terminados los relieves, eran pintados usando colores básicos como negros, blancos, rojos, amarillos, verdes y azules, aunque evidentemente los artistas los mezclaban para conseguir otras tonalidades. En algunos casos se doraban o recibían incrustaciones de cristal o fayenza que sustituía a la pintura.
Los relieves, tanto imágenes como jeroglíficos, se encuentran entre las fuentes de información más importantes sobre el antiguo Egipto. Contienen calendarios de festivales, relatos de mitos, descripción de rituales o textos de himnos. Los faraones grabaron en piedra sus actividades constructivas o sus campañas militares contra los enemigos de Egipto. Los templos ptolemaicos van más lejos e incluyen información sacada de los libros en ellos almacenados. La decoración de cada habitación ofrecía información sobre las actividades en ella realizadas y tenía un vínculo con su propósito simbólico, proveyendo abundante información sobre las distintas actividades del templo.
La escultura exenta del templo incluía obeliscos, altos y apuntados pilares de sección cuadrada que alcanzaban hasta 32 metros de altura y se asociaban con el sol en la iconografía egipcia. Se solían disponer en pares enfrente de los pilonos o en otros lugares a lo largo del eje del templo. Las estatuas del faraón, similarmente distribuidas, también tenían un tamaño colosal y entre ellas están las más grandes esculturas exentas de todo el Egipto Antiguo. También se esculpían dioses o esfinges que servían de guardianes simbólicos del templo. Las estatuas más numerosas eran las votivas, donadas por los faraones, por particulares o por ciudades para ganarse el favor divino y que podían representar al dios al que iban dedicadas, a la persona que la donaba o a ambos. Las estatuas más importantes del templo eran las imágenes de culto, normalmente hechas o decoradas con materiales preciosos como el oro o el lapislázuli.

## Personal

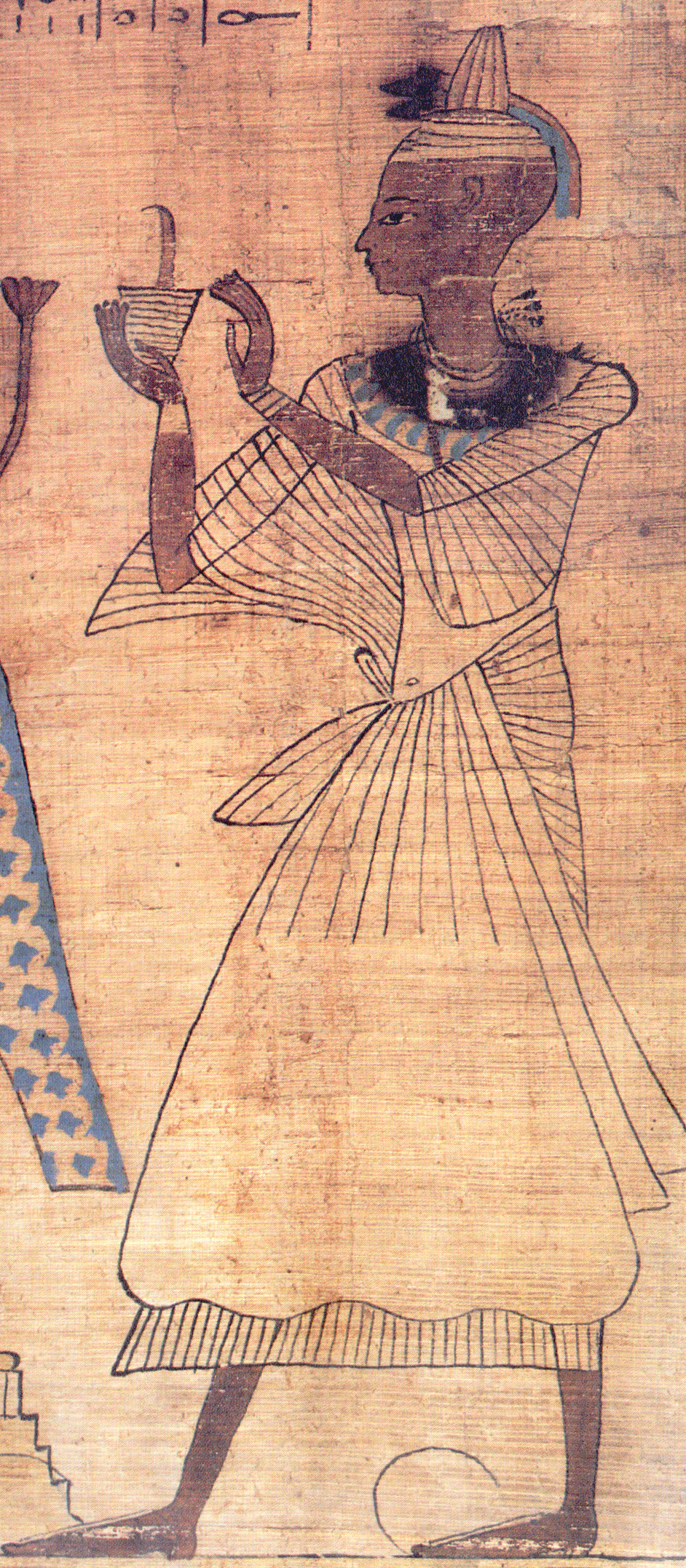
Un sacerdote quemando incienso. Ilustración de un Libro de los Muertos.

Un templo necesitaba mucha gente para realizar los rituales y tareas auxiliares. Los sacerdotes se encargaban de las funciones rituales esenciales, pero en la ideología religiosa egipcia eran mucho menos importantes que el faraón. Como nos ilustran las decoraciones murales de los templos, todas las ceremonias eran ejecutadas, en teoría, por el faraón, mientras que los sacerdotes estaban sujetos a su autoridad, pues el soberano tenía el derecho de nombrar a quien quisiera para el sacerdocio. De hecho, en los imperios Antiguo y Medio la mayoría de los sacerdotes eran funcionarios del gobierno que dejaban sus tareas durante una parte del año para servir por turnos en los templos. Una vez que el sacerdocio se hizo más profesional el faraón usaba su poder solo para nombrar a los sacerdotes de más alto rango, por lo general para recompensar a sus funcionarios favoritos con un trabajo o para intervenir por razones políticas en los asuntos de un importante culto. Para asuntos de menor calado el faraón delegaba en su visir o en los propios sacerdotes. En tales casos el titular de un cargo nombraba sucesor a su propio hijo o los clérigos del templo le concedían decidir quién ocuparía un puesto vacante. Ser sacerdote era sumamente lucrativo, por lo que eran cargos ocupados solo por los miembros más ricos e influyentes de la sociedad egipcia, aunque esto dejó de ser así cuando las autoridades romanas redujeron los recursos de los templos.
Los requisitos para el sacerdocio variaron con el tiempo y entre los diferentes cultos a los dioses. Aunque el conocimiento teológico era la tarea de los sacerdotes, se sabe muy poco sobre la capacitación o los conocimientos que se les pedían a sus miembros. Sin embargo, los sacerdotes estaban obligados a observar los estrictos estándares de pureza ritual en el espacio sagrado. Se afeitaban la cabeza y el cuerpo, se lavaban varias veces al día y solo vestían ropa limpia. No estaban obligados al celibato, pero las relaciones sexuales los ensuciaban y los obligaban a una purificación. Los cultos de algunos dioses imponían restricciones adicionales relacionadas con su mitología, como la prohibición de comer la carne de animales asociados a la divinidad. La aceptación de mujeres en el sacerdocio fue variable. En el Imperio Antiguo muchas mujeres ejercieron el sacerdocio, pero su presencia en el clero se redujo drásticamente en el Imperio Medio, para volver a aumentar en el Tercer Período Intermedio. Los cargos menos relevantes, como el de músico en las ceremonias, siguieron abiertos a las mujeres incluso en los períodos más restrictivos, al igual que el papel especial de consorte ceremonial del dios. Este último puesto era muy influyente y la más importante de estas consortes, la esposa del dios Amón, llegó a suplantar al sumo sacerdote de Amón en el Período Tardío.
A la cabeza de la jerarquía del templo estaba el sumo sacerdote, que supervisaba todas las funciones religiosas y económicas de la institución y en los grandes cultos era una importante figura política. Bajo él podía haber hasta tres sacerdotes subordinados que lo sustituían en algunas ceremonias. Si bien estos rangos más altos fueron puestos a tiempo completo a partir del Imperio Nuevo, los primeros grados del sacerdocio todavía trabajaban en turnos a lo largo del año. Mientras que algunos sacerdotes hacían diversas tareas domésticas, el clero contaba con varios especialistas en rituales. Uno de estos roles especializados era el de sacerdote lector de himnos y hechizos durante los rituales en el templo, y que también alquilaba sus servicios mágicos a los laicos. Además de sus sacerdotes, un templo empleaba cantantes, músicos y bailarines para sus rituales, además de agricultores, panaderos, artesanos, albañiles y administradores que suministraban y gestionaban sus necesidades prácticas. En época ptolemaica, los templos también acogían a gente que pedía asilo en su recinto, o quienes de manera voluntaria decidían llevar una vida de recogimiento al servicio del dios. Por lo tanto, en un templo importante podía haber unos ciento cincuenta sacerdotes a tiempo completo o parcial, y decenas de miles de empleados laicos trabajando sus tierras a lo largo del reino. Estos números contrastan con los un templo medio, que podía tener de diez a veinticinco sacerdotes, y con los pequeños templos provincianos, que podían tener solo uno.
En ciertas épocas existió una oficina administrativa que presidió todos los templos y clérigos. En el Imperio Antiguo el faraón otorgó esta autoridad primero a sus familiares y después a sus visires. En el reinado de Tutmosis III la oficina pasó de los visires a los sumos sacerdotes de Amón, que la mantuvieron durante gran parte del Imperio Nuevo. Los romanos establecieron una oficina similar, la Idios Logos, que supervisó los cultos egipcios hasta su extinción.

## Actividades religiosas

### Rituales diarios
Los rituales diarios en la mayoría de los templos incluían dos secuencias de ritos de oblación: uno para limpiar y vestir la imagen del dios para ese día, y otro para presentarle la comida. Sin embargo, la secuencia exacta de estos rituales es incierta. Al amanecer, el sacerdote oficiante abría la puerta y entraba en el santuario portando una vela para iluminar la estancia, tras lo que se postraba ante la imagen del dios recitando himnos de alabanza. Tras purificar la habitación con agua e incienso el sacerdote presentaba al dios una figura de la diosa Maat, acto que representaba el propósito de toda la ceremonia. Entonces retiraba la figura del dios del tabernáculo, la vestía remplazando la vestimenta del día anterior y la ungía con aceite y pintura. En algún momento el sacerdote también le ofrecía comida, como carne, frutas, vegetales y pan, sustento del que pensaban que el dios solo consumía la esencia. Esta comida luego se distribuía a otras estatuas del templo, a las capillas funerarias locales para el sustento de los muertos y finalmente a los sacerdotes, que eran los que finalmente la ingerían. Los egipcios llamaban a esto la «reversión de las ofrendas».
Otros rituales oferentes tenían lugar al mediodía y al atardecer, aunque el sancta sanctorum del dios no era reabierto. Otras ceremonias también se hacían diariamente, incluidos los rituales específicos de cada dios. Por ejemplo, en el culto al dios solar Ra se cantaban himnos día y noche por cada hora de viaje del dios a través del cielo. Otros rituales servían para luchar contra las fuerzas del caos y podían implicar la destrucción de imágenes de dioses hostiles como Apep o Seth, actos que se creía que tenían un efecto real mediante los principios de la magia egipcia.
Los egipcios no dudaban en creer que todos los rituales lograban su efecto gracias a la magia, llamada heka, que era una fuerza fundamental que los rituales manipulaban. Usando magia, la gente, los objetos y las acciones se equiparaban con sus contrapartes del reino divino y, por tanto, afectaban a los acontecimientos entre los dioses. Por ejemplo, en las ofrendas diarias la estatua de culto se asociaba con Osiris, dios de los muertos, independientemente de a quién representara esta. El sacerdote oficiante era identificado con Horus, hijo viviente de Osiris, que en la mitología dio sustento a su padre tras la muerte a través de las ofrendas. Esta relación fue ejemplo para las relaciones entre los vivos y los muertos a los que se hacían ofrendas, y con el tiempo se convirtió en el modelo para todas las relaciones entre los habitantes del mundo de los vivos y el mundo divino. Equiparándose mágicamente con un dios en un mito, los sacerdotes eran capaces de interactuar con la deidad del templo.

### Festivales
En los días de particular importancia religiosa los rituales diarios eran sustituidos por festivales. Estos festivales se celebraban en diferentes intervalos, aunque la mayoría eran anuales, con una temporalidad basada en el calendario civil egipcio, muy distinto del actual. Por ello, aunque muchos festivales tenían origen estacional, sus fechas no coinciden con nuestro calendario. Por otra parte, a pesar de que la mayoría de festivales se celebraban en un solo templo, algunos implicaban dos o más templos de toda una región de Egipto y solo unos pocos se realizaban en todo el país. En el Imperio Nuevo y después, el calendario de festivales de un templo podía incluir docenas de eventos, pero es probable que la mayoría de ellos fueran solo observados por los sacerdotes. Sin embargo, en los festivales que incluían procesiones fuera del templo la población local se reunía para ver y celebrar las que eran las ceremonias más elaboradas del templo, acompañadas del recitado de himnos y la participación de músicos.

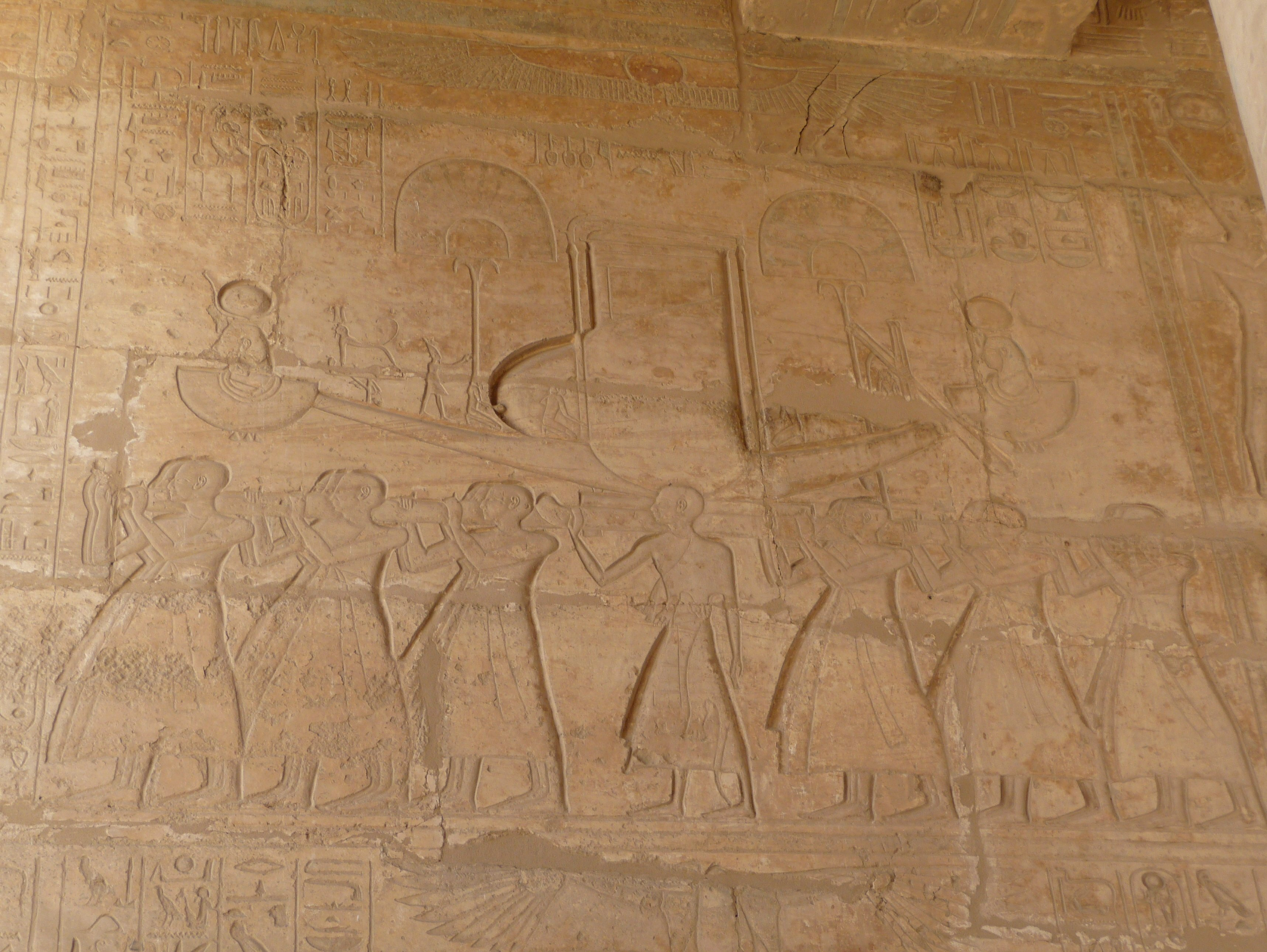
Sacerdotes purificadores portando una barca de festival con capilla durante una procesión.

Las ceremonias de los festivales incluían la recreación de pasajes mitológicos o la realización de otros actos simbólicos, como la siega del trigo durante el festival de la cosecha dedicado al dios Min. Ceremonias como esta tenían lugar solo dentro del recinto del templo, pero otros festivales implicaban la visita al templo del dios u otro, ocasión en la que se celebraba el festival procesional, cuando los sacerdotes portaban la imagen divina dentro de la barca en un viaje que se podía hacer enteramente por tierra o implicar el embarque en un navío real para navegar por el Nilo.
El propósito de la visita del dios variaba. Podía estar relacionada con el sexo y la fertilidad, pues en el período ptolemaico una imagen de Hathor del templo de Dendera era llevada anualmente al templo de Edfu, hogar de su pareja mítica Horus, y allí las dos imágenes permanecían varias noches juntas en el mammisi que celebraba el nacimiento de su hijo Harsomtus. Otros viajes de los festivales estaban ligados a la ideología de la realeza, caso del festival Opet, una ceremonia de enorme importancia en el Imperio Nuevo en la que la imagen de Amón en Karnak visitaba la forma de Amón en el templo de Luxor, a 3 km en línea recta, para reafirmar el poder divino del faraón. Otras ceremonias contaban con un carácter funerario, como la Bella Fiesta del Valle, en la que el Amón de Karnak iba a Medinet Habu para completar los ritos funerarios de los ocho dioses Ogdóada, que se creían allí enterrados. Todas estas diversas ceremonias tenían el propósito general de renovar la vida entre los dioses y en el cosmos.
Las divinidades implicadas en un festival recibían ofrendas mucho más abundantes que en los rituales diarios. Las enormes cantidades de alimentos que figuran en los textos de los festivales es improbable que fueran solo repartidas entre los sacerdotes, por lo que seguramente los laicos también participarían en la reversión de estas ofrendas.

### Animales sagrados

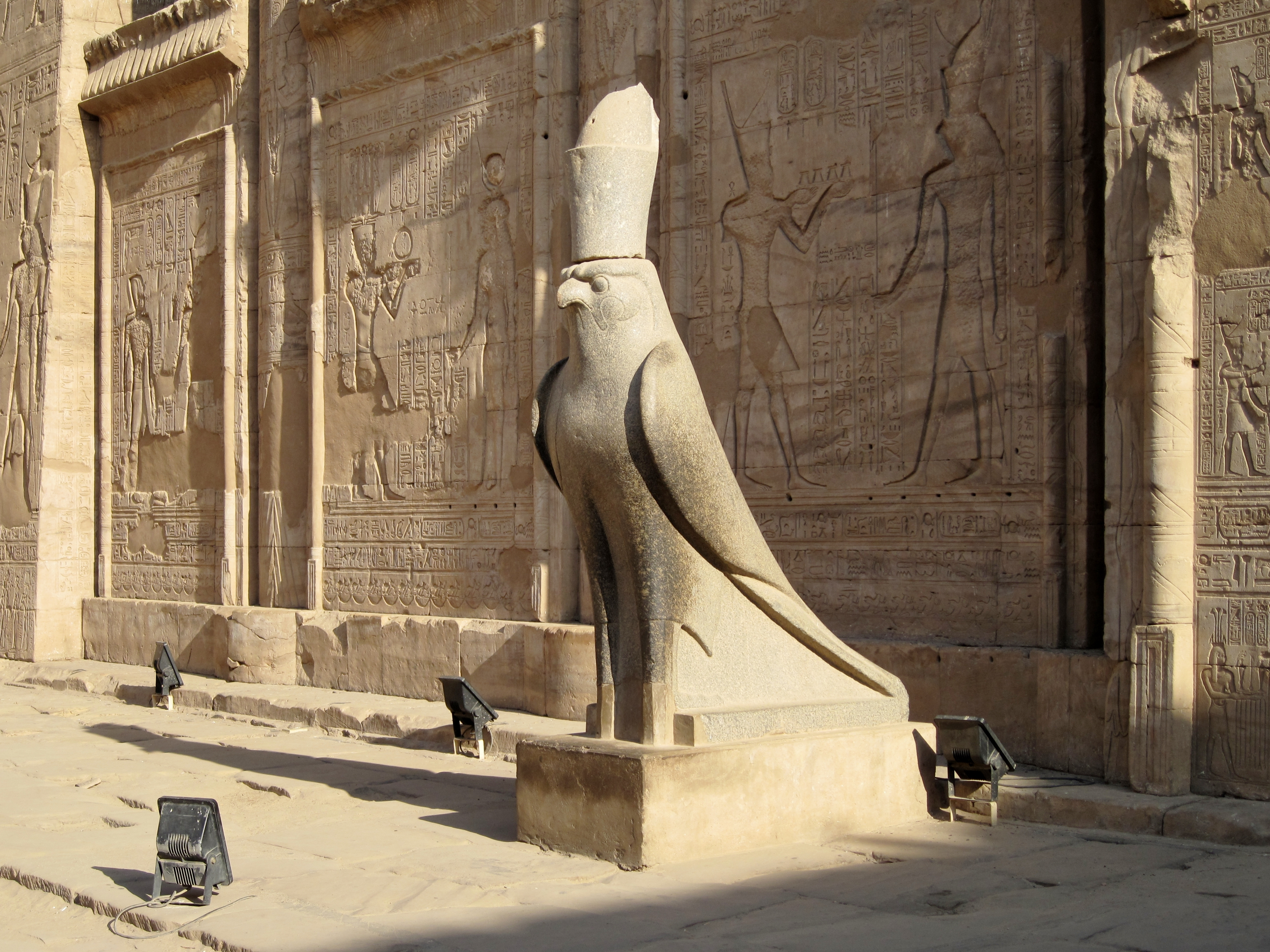
Estatua del dios Horus con forma de halcón en el templo de Edfú.

Algunos templos tenían animales sagrados que se creía que eran manifestaciones del ba del dios, de la misma manera que este se manifestaba en sus imágenes de culto. Estos animales eran mantenidos en el templo y adorados por un tiempo variable que podía ser un año o toda la vida del animal. Al final de este tiempo eran reemplazados por un nuevo animal de la misma especie, seleccionado por un oráculo divino o sobre la base de unas marcas específicas, que se suponía indicaban su naturaleza divina. Algunos de estos destacados animales fueron el toro Apis, adorado en Menfis como manifestación del dios menfita Ptah, o el halcón de Edfu que representaba al dios halcón Horus.
Durante el Período Tardío se desarrolló una nueva forma de culto animal que consistía en que un laico pagaba a los sacerdotes para que matasen, momificasen y enterrasen a un animal de una especie determinada como ofrenda a un dios. Estos animales no se consideraban como especialmente sagrados, sino solo como una especie asociada a un dios que se representaba con su forma. Por ejemplo, el dios Tot podía ser representado como un ibis o un babuino, animales que le eran ofrendados. Si bien esta práctica era distinta de la adoración de un dios individual, algunos templos mantenían poblaciones de animales que podían ser seleccionados para este propósito.

### Oráculos
A comienzos del Imperio Nuevo, y posiblemente antes, las procesiones de los festivales se habían convertido en una oportunidad para que la gente buscara los oráculos del dios. Sus consultas trataban cuestiones que iban desde la localización de un objeto extraviado a la mejor opción para un asunto de gobierno. Los bamboleos de la barca sobre los hombros de sus portadores —haciendo simples gestos para indicar «sí» o «no», acercando tablas en las que podían ser escritas las respuestas u orientando la barca hacia personas concretas de la multitud— se tomaban como indicaciones de la respuesta del dios. Hacia el Tercer Período Intermedio los oráculos se expandieron más allá de los festivales para permitir la consulta frecuente de la gente. Los sacerdotes interpretaban los movimientos de los animales sagrados, o se les preguntaba directamente, devolviendo por escrito o de palabra las respuestas que el dios supuestamente les había transmitido. Se suponía que los sacerdotes tenían una habilidad especial para hablar con los dioses e interpretar sus respuestas, lo que les otorgaba gran influencia política y les dio los medios para que los sumos sacerdotes de Amón dominaran el Alto Egipto durante el Tercer Período Intermedio.

### Culto popular
A pesar de estar excluidos de los rituales dentro de los templos, los laicos buscaban interactuar con los dioses. Se conservan pocas evidencias de prácticas religiosas individuales en las primeras épocas egipcias, por lo que los egiptólogos estiman que, si bien los egipcios emplearon varias maneras de comunicarse con lo divino a través de santuarios domésticos y capillas comunitarias, los templos oficiales y sus dioses fueron los focos más importantes de veneración popular.

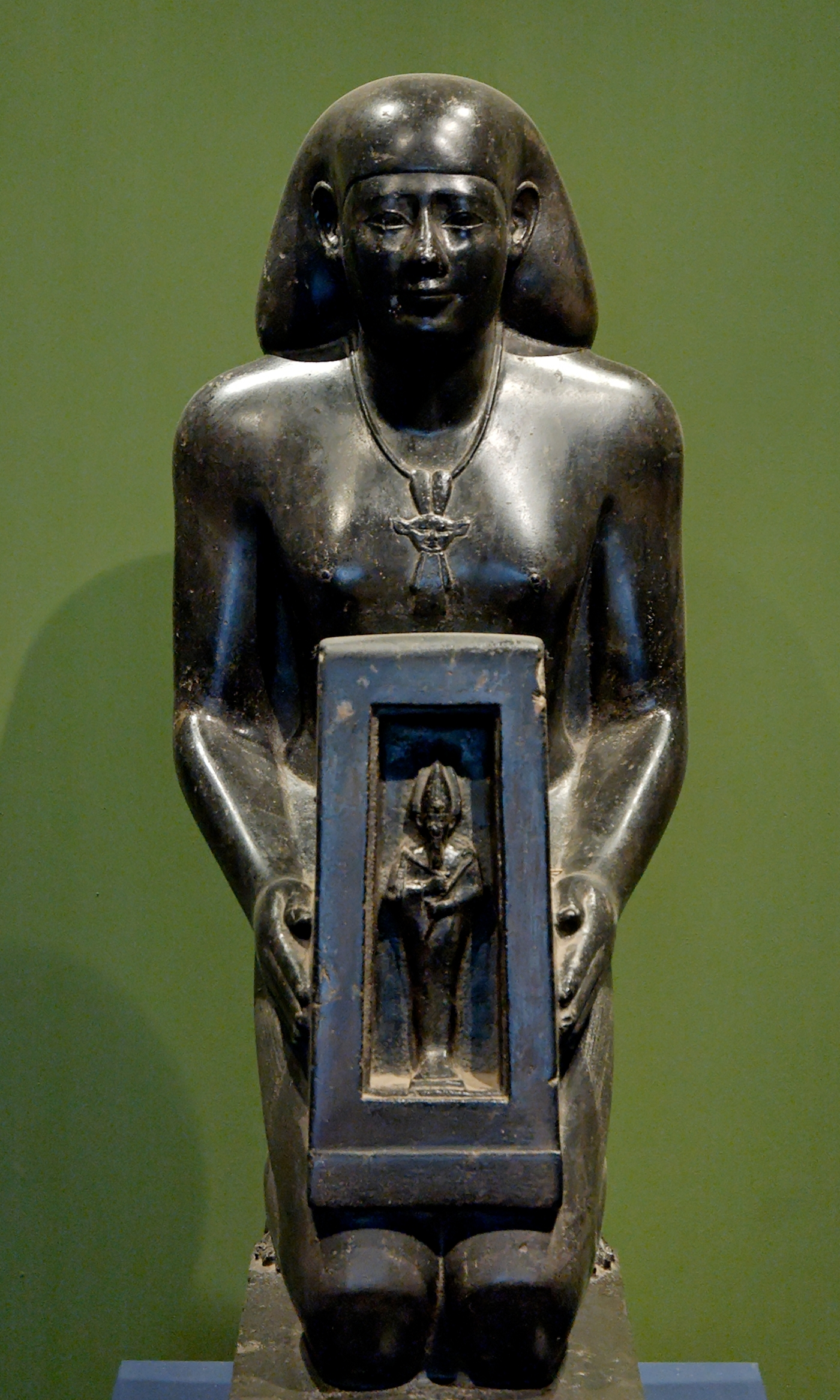
Naóforo portando la imagen de Osiris. Museo Arqueológico Nacional de Nápoles.

A pesar de no poder participar directamente en la veneración de las imágenes oficiales de culto, los laicos trataban de transmitirle sus plegarias. A veces entregaban sus mensajes a los sacerdotes del templo para que estos se los hicieran llegar al dios. Los patios, las puertas y las salas hipóstilas pudieron tener espacios destinados a la oración pública. Otras veces los ciudadanos dirigían sus plegarias a las colosales estatuas reales, que creían que actuaban como intermediarios divinos. Había más zonas de devoción privada extramuros de los templos, como las grandes hornacinas que sirvieron como capillas en las que los individuos hablaban a sus dioses.
Los egipcios también interactuaban con las divinidades mediante las ofrendas, que podían ser desde simples piezas de joyería a grandes y finamente talladas estatuas y estelas. Entre las donaciones se encontraban estatuas que se colocaban en los patios del templo para servir como memoriales a los donantes tras su muerte, y que también recibían las ofrendas destinadas al sustento de su espíritu (ka). Otras estatuas eran regalos al dios patrono, mientras que las estelas inscritas transmitían a la deidad las oraciones de los donantes y mensajes de agradecimiento. A lo largo de los siglos se acumularon muchas estatuas en los templos, por lo que los sacerdotes se deshacían de ellas enterrándolas bajo el suelo. Los plebeyos, por su parte, solo podían ofrecer simples imágenes de arcilla, aunque su forma indicaba la razón de su donación: una figura con una mujer y un niño en la cama significaba una oración por un buen parto.
Las procesiones ofrecían una oportunidad a los laicos de acercarse y quizá vislumbrar la imagen del dios en su barca, y también de recibir una parte de su comida. Sin embargo, debido a que los rituales clave de cualquier festival se llevaban a cabo en el interior del templo, fuera de la vista del pueblo, el egiptólogo Anthony Spalinger ha cuestionado si estas procesiones inspiraban un verdadero «sentimiento religioso» o eran una simple ocasión para el desenfreno. En cualquier caso, los oráculos durante los festivales daban una oportunidad a la gente corriente de recibir respuestas de unas deidades normalmente muy alejadas de ellos. En ocasiones los templos se convertían en lugar para otro tipo de contacto con lo divino: los sueños. Para los egipcios el sueño era una forma de comunión con el mundo divino, y en el período Ptolemaico muchos templos crearon edificios para que la gente durmiera en ellos con la esperanza de entrar en contacto con su dios. Esta gente solía buscar una solución mágica para la enfermedad o la infertilidad, pero otras veces simplemente buscaban respuesta a una cuestión que recibía una mejor contestación a través de un sueño que de un oráculo.

## Tras el abandono
Después del cese de sus actividades religiosas originales, los templos egipcios sufrieron una lenta decadencia. Muchos fueron dañados o desmantelados por los cristianos en su intento por erradicar los restos de paganismo. Unos pocos, como Luxor y Filé, fueron convertidos en iglesias, pero la mayoría quedó en completo desuso y durante siglos los habitantes locales usaron sus piedras para construir nuevos edificios. Lo que las personas dejaban intacto estaba todavía a merced del tiempo. En las zonas desérticas los templos podían quedar cubiertos por la arena, mientras que los cercanos al Nilo, particularmente en el Bajo Egipto, quedaron muchas veces cubiertos bajo capas de sedimentos fluviales. Por lo tanto, algunos templos importantes como los de Menfis y Heliópolis se redujeron a la ruina, mientras que otros alejados del Nilo y de centros de población permanecieron casi intactos. Con la pérdida de la comprensión de los jeroglíficos, la información sobre la cultura egipcia y sus creencias conservadas en los templos permaneció ininteligible para el mundo.

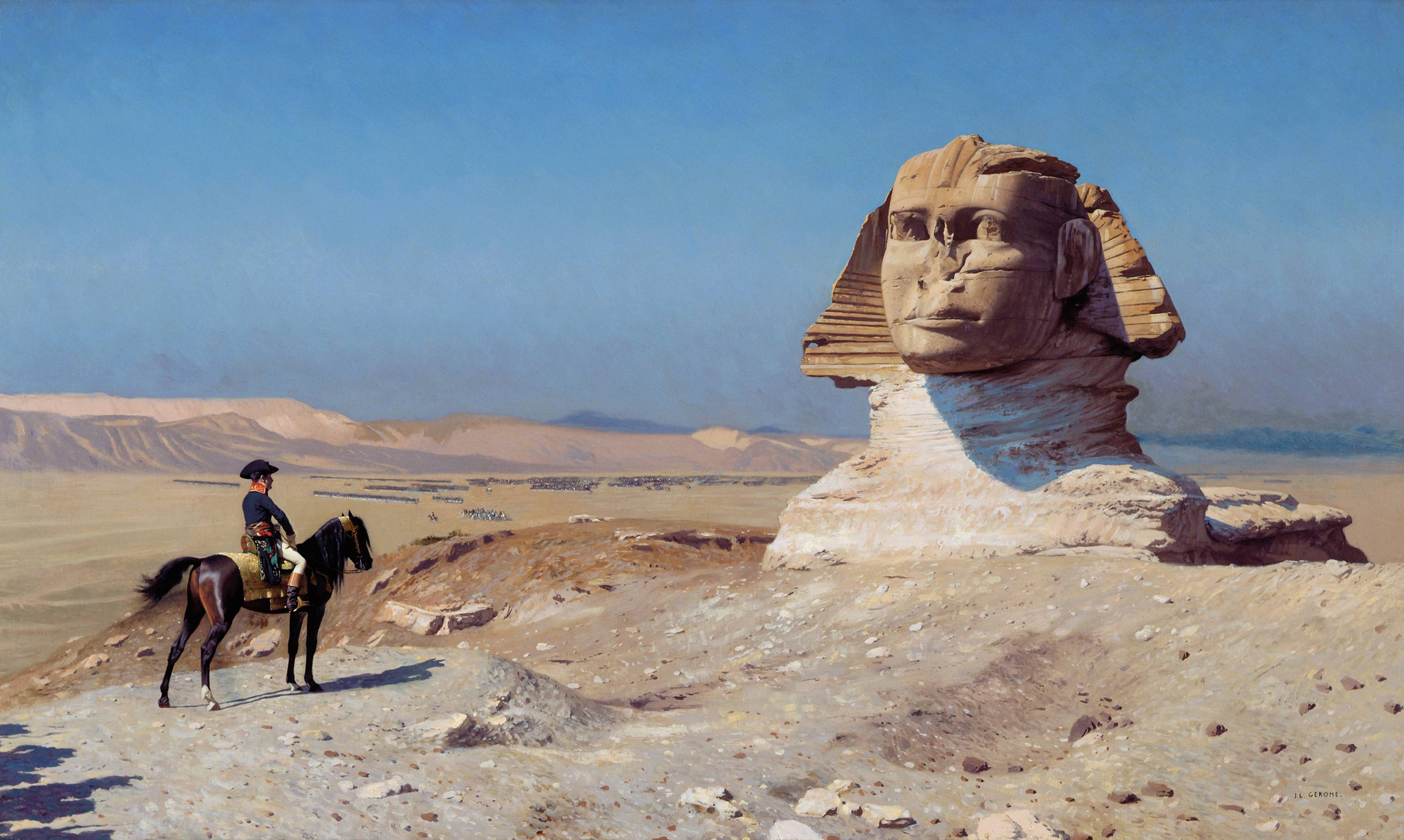
Bonaparte ante la esfinge, de Jean-Léon Gérôme, c. 1868.

La situación cambió dramáticamente con la campaña francesa en Egipto y Siria en 1798, que llevó consigo numerosos expertos para examinar los monumentos antiguos supervivientes. El resultado de su estudio inspiró la fascinación por el antiguo Egipto a lo largo de Europa, y a principios del siglo XIX un creciente número de europeos comenzaron a viajar al país del Nilo, tanto para ver sus monumentos como para coleccionar antigüedades egipcias. Muchos objetos de los templos, desde pequeñas estatuas a grandes obeliscos, fueron sacados del país por gobiernos extranjeros y coleccionistas privados. Esta ola de egiptomanía resultó en el redescubrimiento de templos como Abu Simbel, pero muchas piezas y edificios fueron tratados con gran descuido. Sin embargo, los descubrimientos de la época hicieron posible descifrar los jeroglíficos y el comienzo de la egiptología como una ciencia.

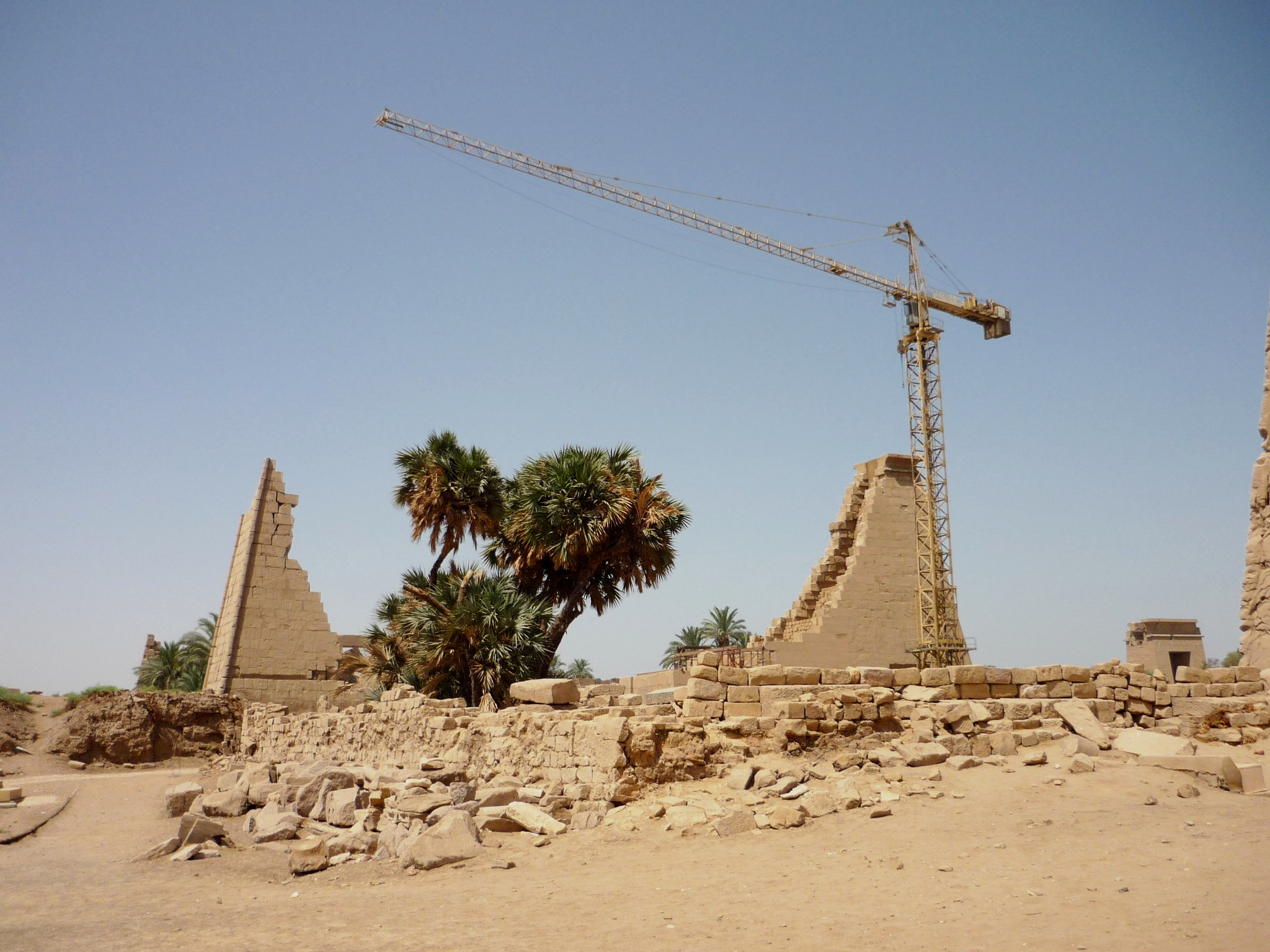
Reconstrucción de un pilono de Karnak a base de bloques talatat, del Período de Amarna, según los criterios de la anastilosis.

Los egiptólogos decimonónicos estudiaron intensamente los templos, pero pusieron su énfasis en coleccionar objetos para enviarlos a sus países, y sus métodos de excavación descuidados a menudo provocaron daños. A pesar de ello, poco a poco la actitud hacia la búsqueda de antigüedades en los monumentos egipcios viró hacia el estudio cuidadoso y los esfuerzos de preservación. El gobierno también tomó un control mayor de las actividades arqueológicas con el aumento de la independencia de Egipto de los poderes foráneos. Sin embargo, hasta en los últimos tiempos los antiguos restos han debido encarar amenazas, la más severa de las cuales fue la construcción de la presa de Asuán en los años 1960, que puso en peligro de sumergir para siempre bajo las aguas del lago Nasser varios templos de lo que fue la Baja Nubia, incluidos Filé y Abu Simbel. Un esfuerzo masivo de las Naciones Unidas desmontó algunos de los monumentos amenazados y los reconstruyó en terrenos más elevados, mientras que el gobierno egipcio regaló algunos otros a naciones que contribuyeron a los esfuerzos de salvamento, caso del templo de Debod regalado a España por la ayuda prestada en el traslado de Abu Simbel y ubicado en la actualidad en Madrid. A pesar de todo, varios templos quedaron bajo las aguas.
En la actualidad hay docenas de enclaves con restos importantes de templos, aunque existieron muchos más y ninguno de los grandes templos del Alto y el Medio Egipto está bien conservado. Los bien preservados, caso de Karnak, Luxor o Abu Simbel, atraen turistas del mundo entero y son un atractivo clave en la industria turística egipcia, sector esencial de su economía. El gobierno egipcio está trabajando para equilibrar la demanda turística con la necesidad de proteger los antiguos monumentos de los efectos nocivos del turismo. Los trabajos arqueológicos también continúan, pues quedan templos enterrados y otros no han sido debidamente estudiados. Algunas estructuras dañadas, como los templos de Akenatón, incluso están siendo reconstruidas. Estos esfuerzos son fruto de la mejor comprensión moderna de los templos egipcios, que a su vez ofrecerán una visión más completa y profunda de la sociedad del Antiguo Egipto.